# Liste der Denkmäler in Dili
Die Liste der Denkmäler in Dili gibt die Denkmäler und Monumente in der Gemeinde Dili der osttimoresischen Landeshauptstadt Dili wieder.

## Denkmäler aus der portugiesischen Kolonialzeit

### Denkmal für die Opfer der japanischen Besetzung Timors
Das Denkmal zum Gedenken der Opfer der japanischen Besatzung (siehe Schlacht um Timor) im Zweiten Weltkrieg wurde 1946 an der Rua de Bé-mori aufgestellt. Es zeigt das Wappen Portugals und zwei gekreuzte Gewehren. Zwei Geschütze flankieren das Denkmal.

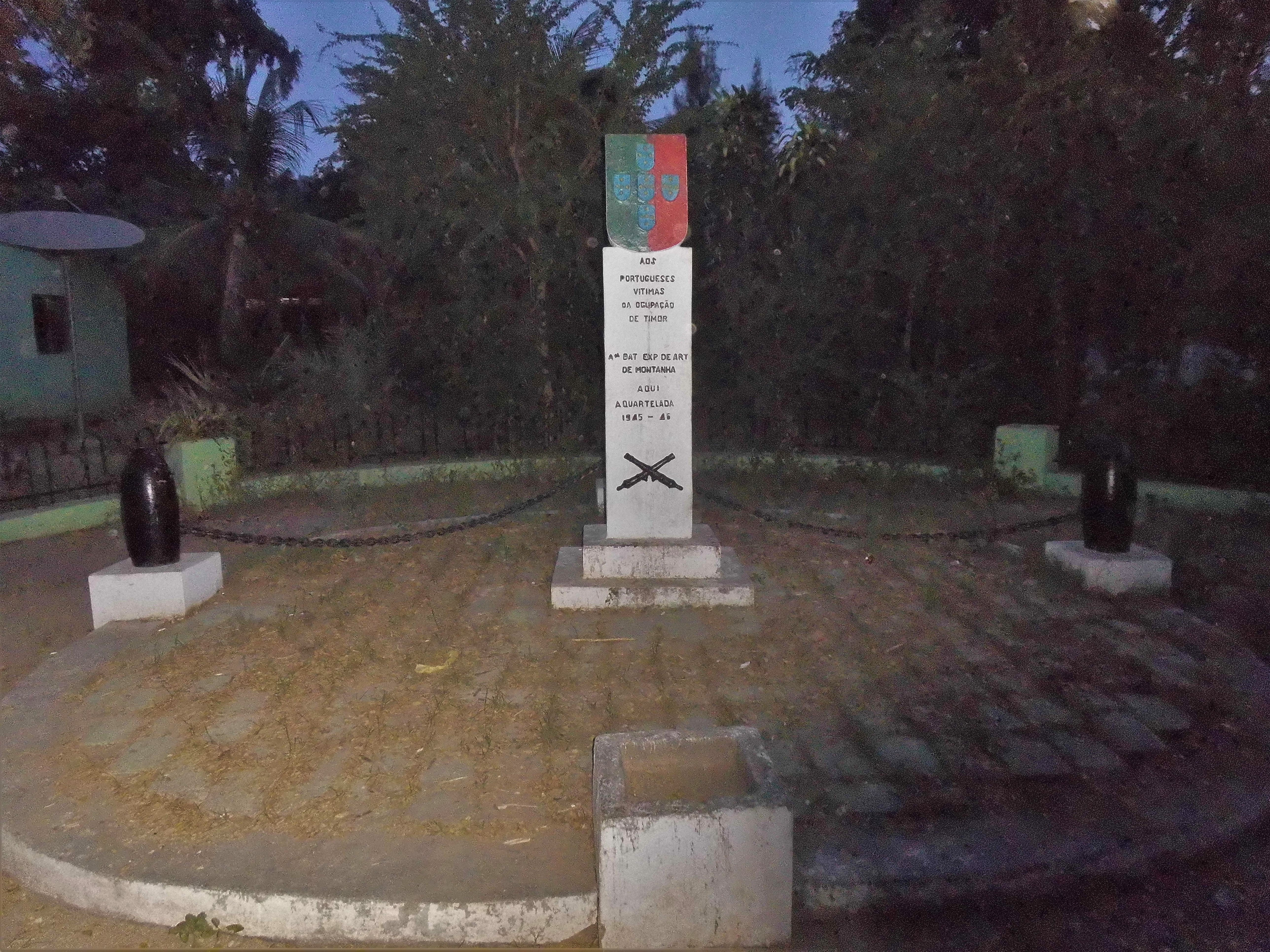
Gesamtansicht
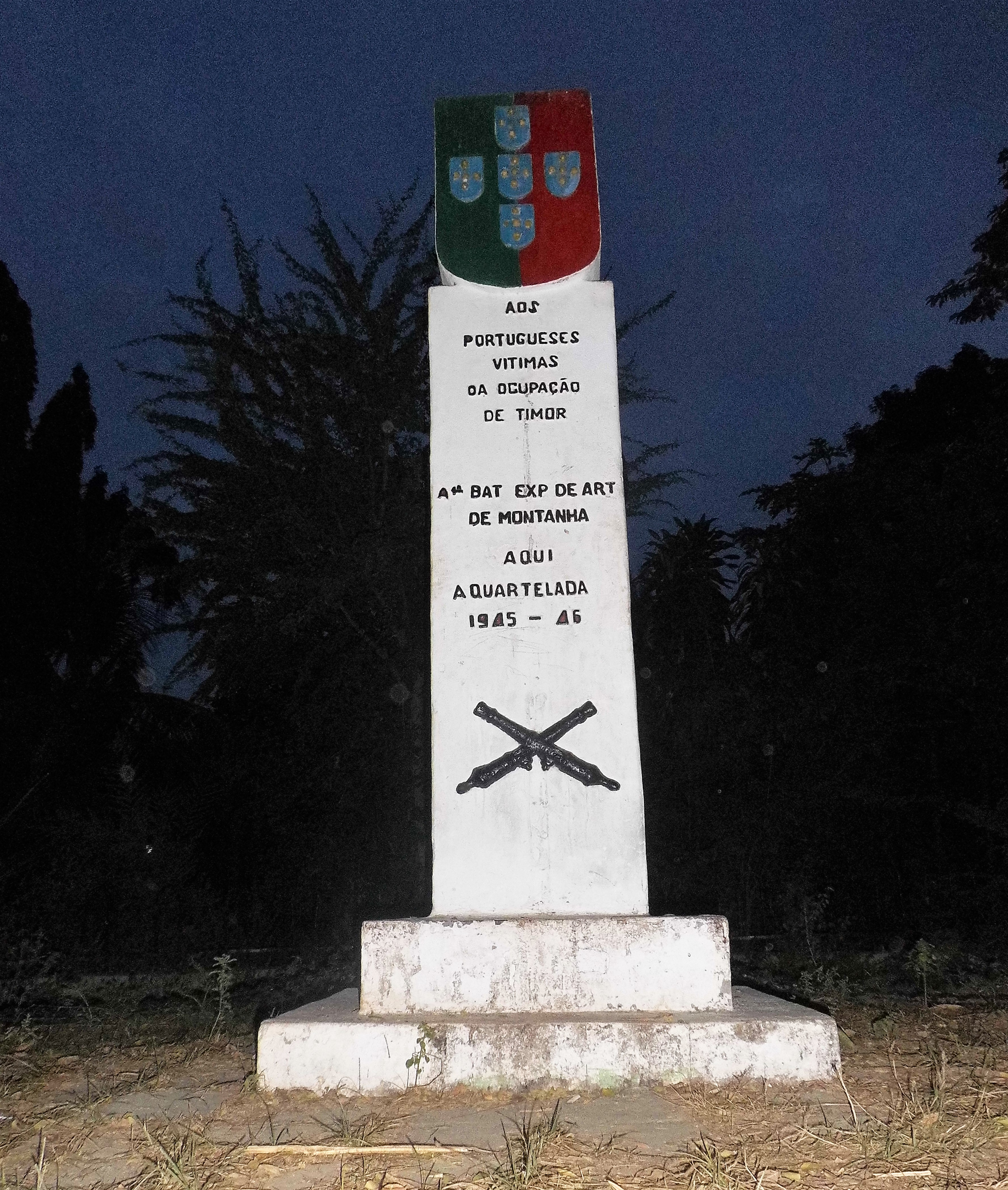
Das zentrale Element
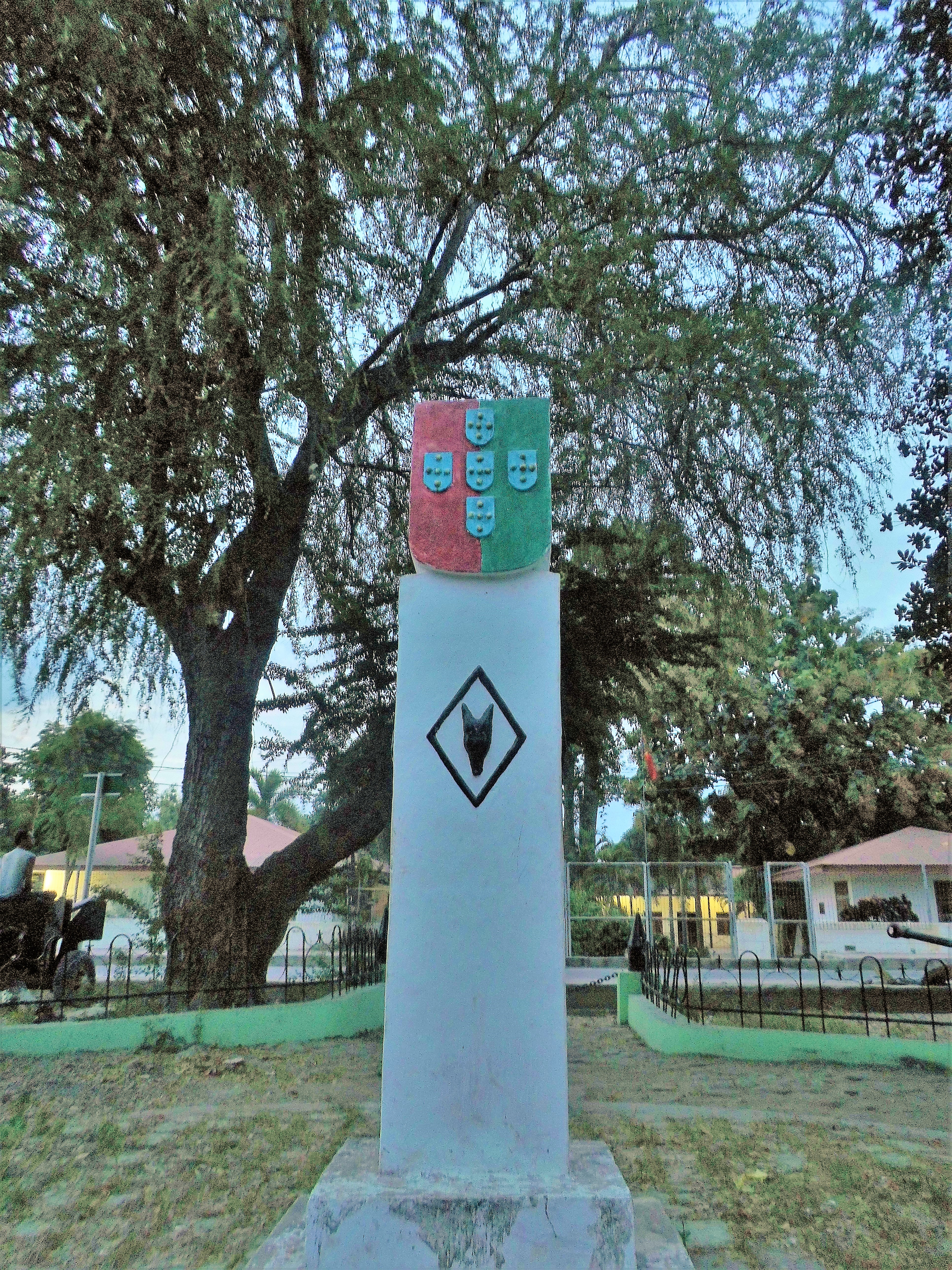
Rückseite

8° 33′ 38″ S, 125° 35′ 19,9″ O

### Canto-Resende-Denkmal

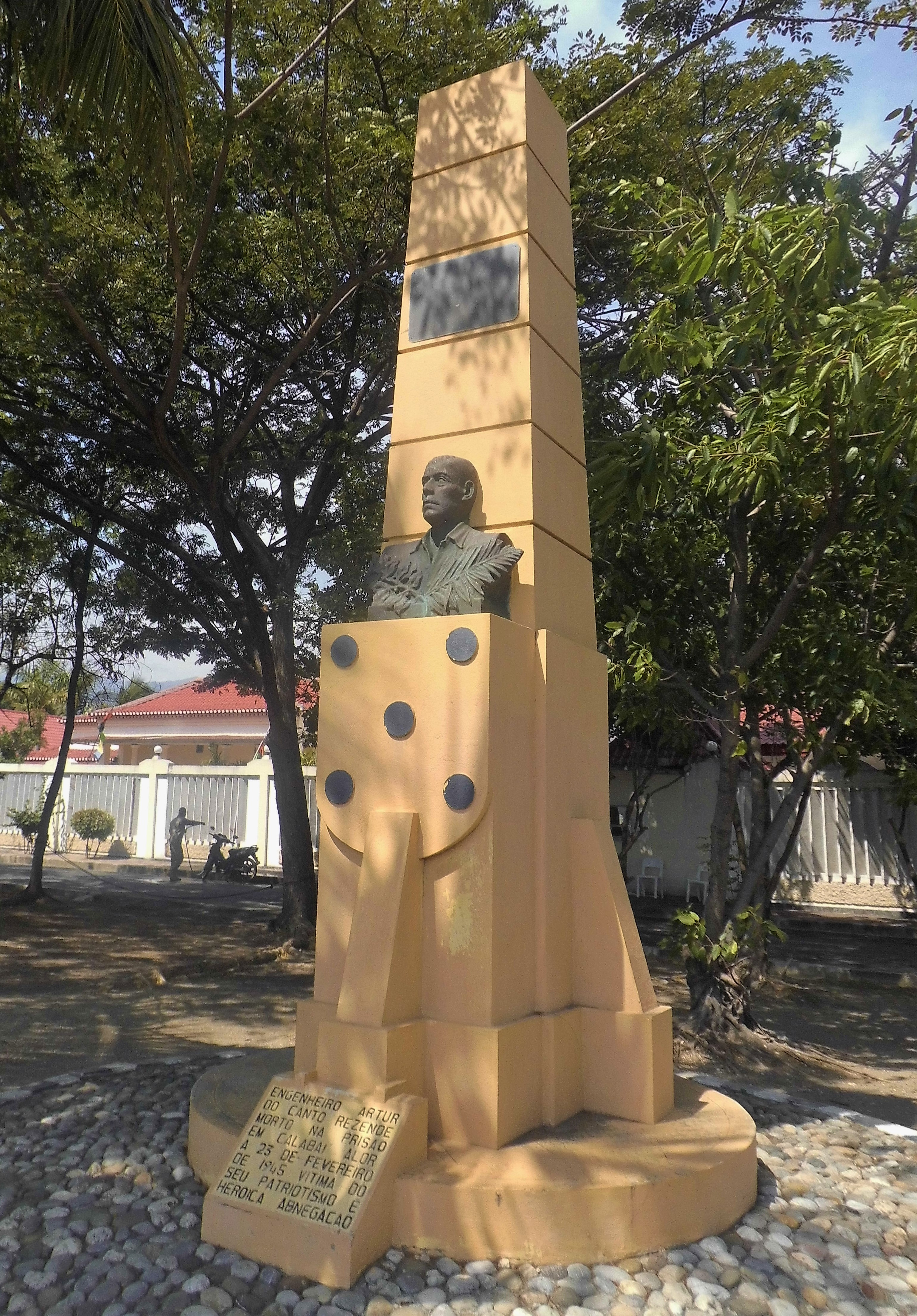
Denkmal für Canto Resende

Das Denkmal für Canto Resende wurde 1952 im Jardim Farol aufgestellt. Es ist ein Obelisk mit der Büste des Ingenieurs. Entworfen wurde das Denkmal von Vieira Marto, die Bronzebüste wurde vom Italiener Oseo Acconci geschaffen. Canto Resende starb 1944 in einem japanischen Internierungslager auf der Nachbarinsel Alor.
8° 32′ 55,7″ S, 125° 34′ 5,6″ O

### Denkmal Mutter Gottes

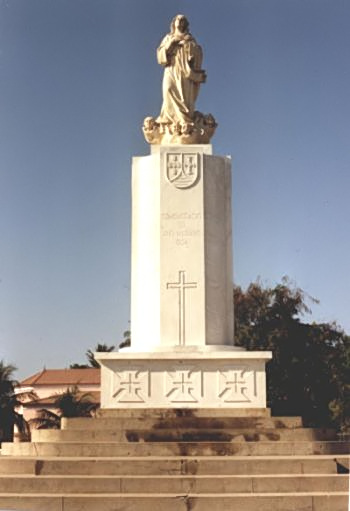
Denkmal Mutter Gottes

Das Denkmal Mutter Gottes (Monumentu Nosa Señora, Monumento a Nossa Senhora, auch Monumento da Imaculada Conceição) wurde unter Gouverneur Capitão César Maria de Serpa Rosa ab 1954 errichtet und 1956 eingeweiht. Die Planung des Baus übernahm Alberto Simões. Seit der Errichtung des Denkmals ist der Largo de Lecidere, mit dem Fatimapark im Zentrum, der Ort religiöser Zeremonien in Dili, wie zum Beispiel die Weihe von Alberto Ricardo da Silva zum Bischof von Dili 2004. Während der indonesischen Besatzungszeit betete eine Gruppe von Menschen unter der Führung von Margarida Soares jeden Tag am Denkmal für den Frieden in Osttimor.
Das Denkmal steht im Zentrum eines Gartens am Largo de Lecidere, östlich vom Platz vor dem Regierungspalast. Unterhalb der Statue von Maria, die von Engeln umringt ist, kann man das koloniale Wappen von Portugiesisch-Timor sehen. Am Sockel befinden sich mehrere Christuskreuze.
8° 32′ 59,4″ S, 125° 35′ 5,8″ O

### Denkmal für Heinrich den Seefahrer

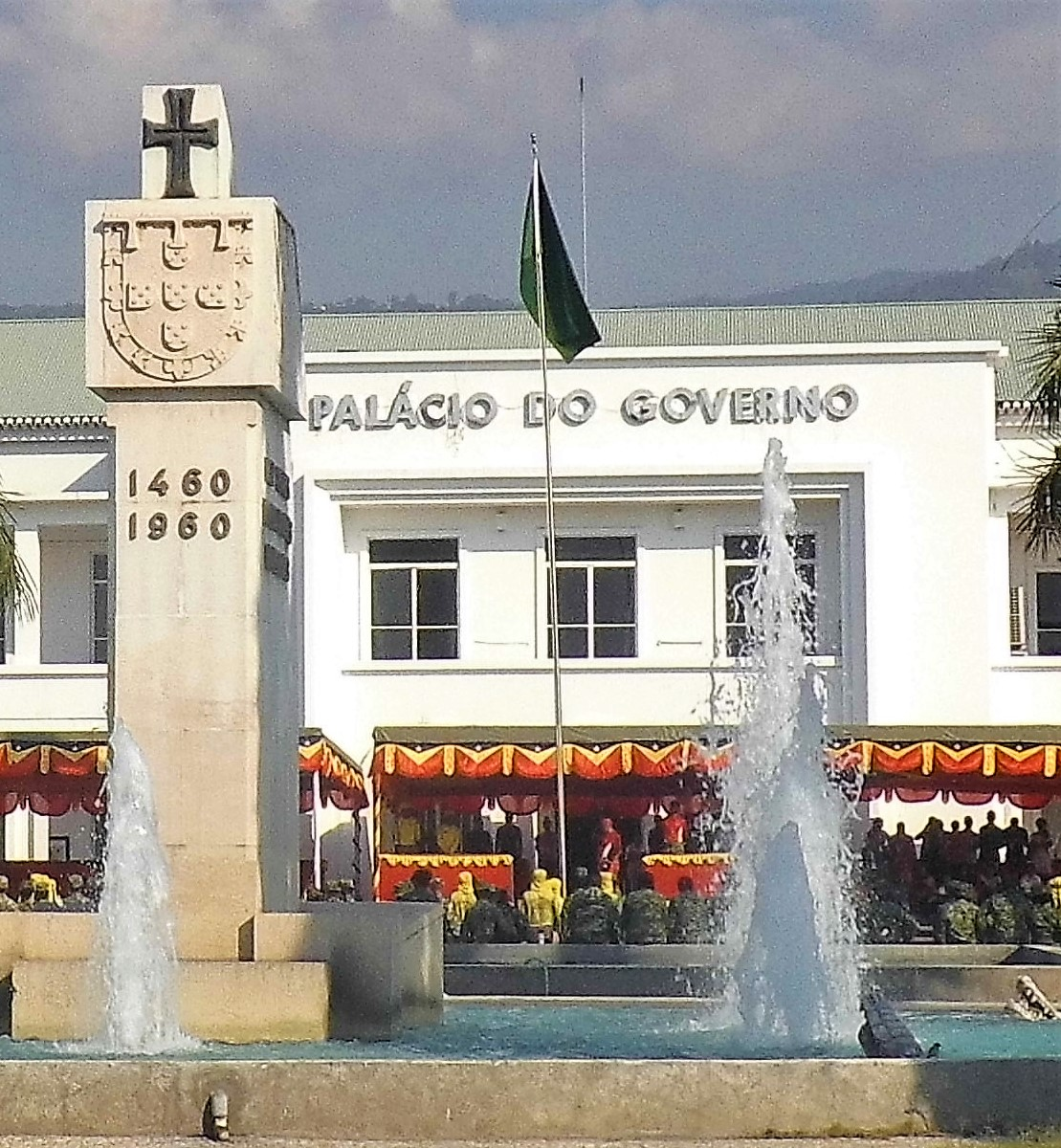
Das Denkmal für Heinrich den Seefahrer

Vor dem Regierungspalast befindet sich das Denkmal für Heinrich den Seefahrer, das 1960 zum Gedenken des 500. Todestages Heinrichs aufgestellt wurde. Es besteht aus einer Säule mit dem Wappen von Heinrich, dem Christuskreuz, einer Windrose, einem Sextanten und der Inschrift Por Mares Nunca Dantes Navegados (deutsch Auf nie zuvor befahrenen Meeren) in der Mitte eines runden Wasserbassins, das erst nach der Unabhängigkeit Osttimors 2002 hinzugefügt wurde. Das Denkmal ist aus portugiesischem Kalkstein hergestellt worden und ist in seiner Form, die an das Segel einer Karavelle erinnern soll, an das Padrão dos Descobrimentos angelehnt, dem monumentalen Pendant zum hiesigen Denkmal im Lissaboner Stadtteil Belém.
8° 33′ 13,3″ S, 125° 34′ 42,2″ O

### Australisches Mahnmal zum Zweiten Weltkrieg

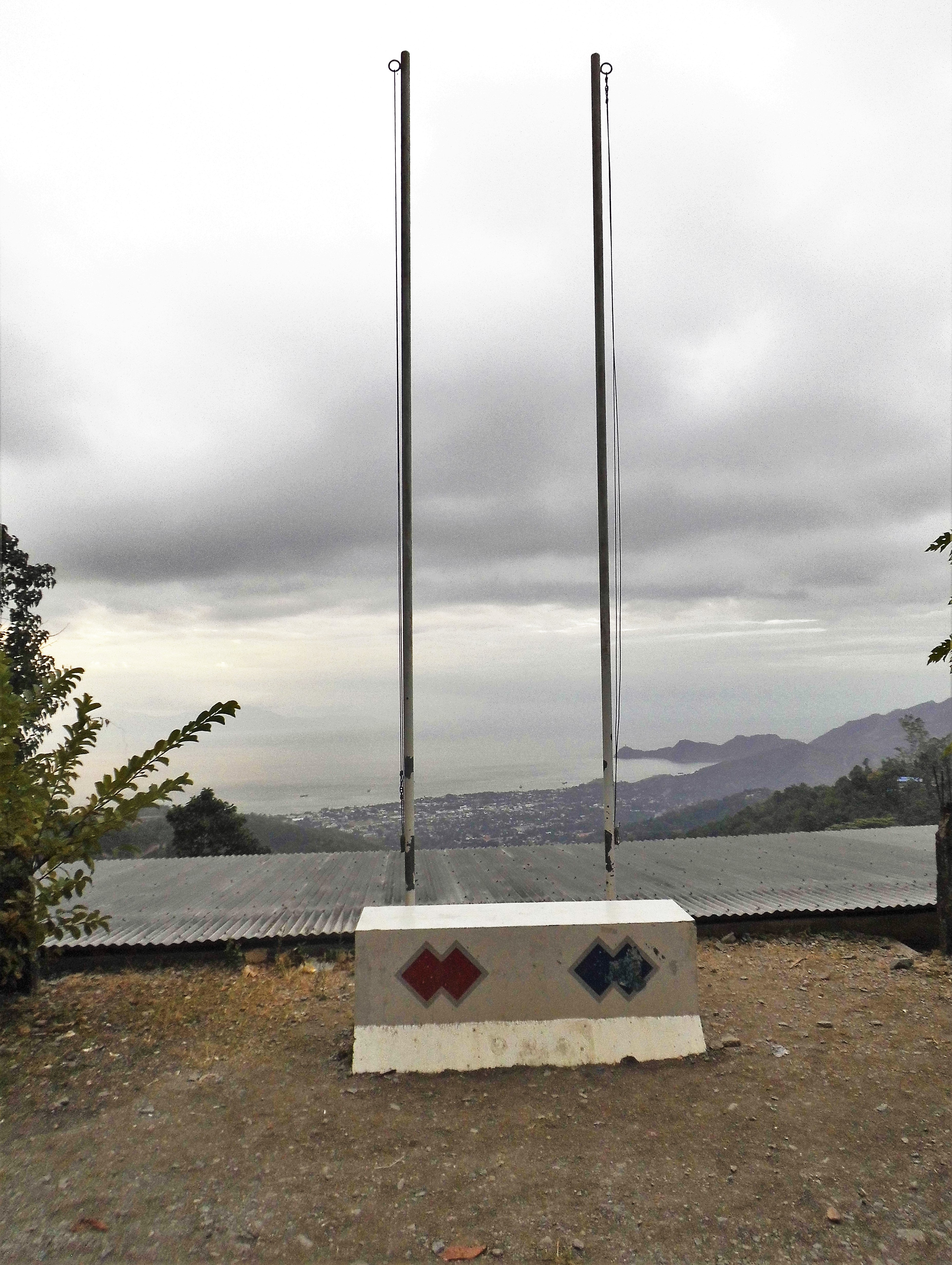
Australisches Mahnmal zum Zweiten Weltkrieg

Bei Fatu Naba (Suco Dare) befindet sich das Australisches Mahnmal zum Zweiten Weltkrieg. Es wurde 1969 von australischen Veteranen errichtet und ist den Timoresen gewidmet, die den australischen Soldaten im Kampf gegen die japanischen Invasoren unterstützten. Durch die japanische Besetzung starben 40.000 Timoresen. Das Mahnmal besteht nur aus einem Betonblock mit zwei Flaggenmasten, an denen die Flaggen Australiens und Osttimors hängen. Außerdem gibt es zwei Bronzetafeln: Eine von 1969 auf Portugiesisch, eine von 1999 auf Englisch, die australische Soldaten nach der Krise in Osttimor 1999 hinzufügten. Zum Mahnmal gehören ein Museum und ein Café.
8° 35′ 47,9″ S, 125° 34′ 34″ O

### Leutnant-Manuel-Jesus-Pires-Denkmal

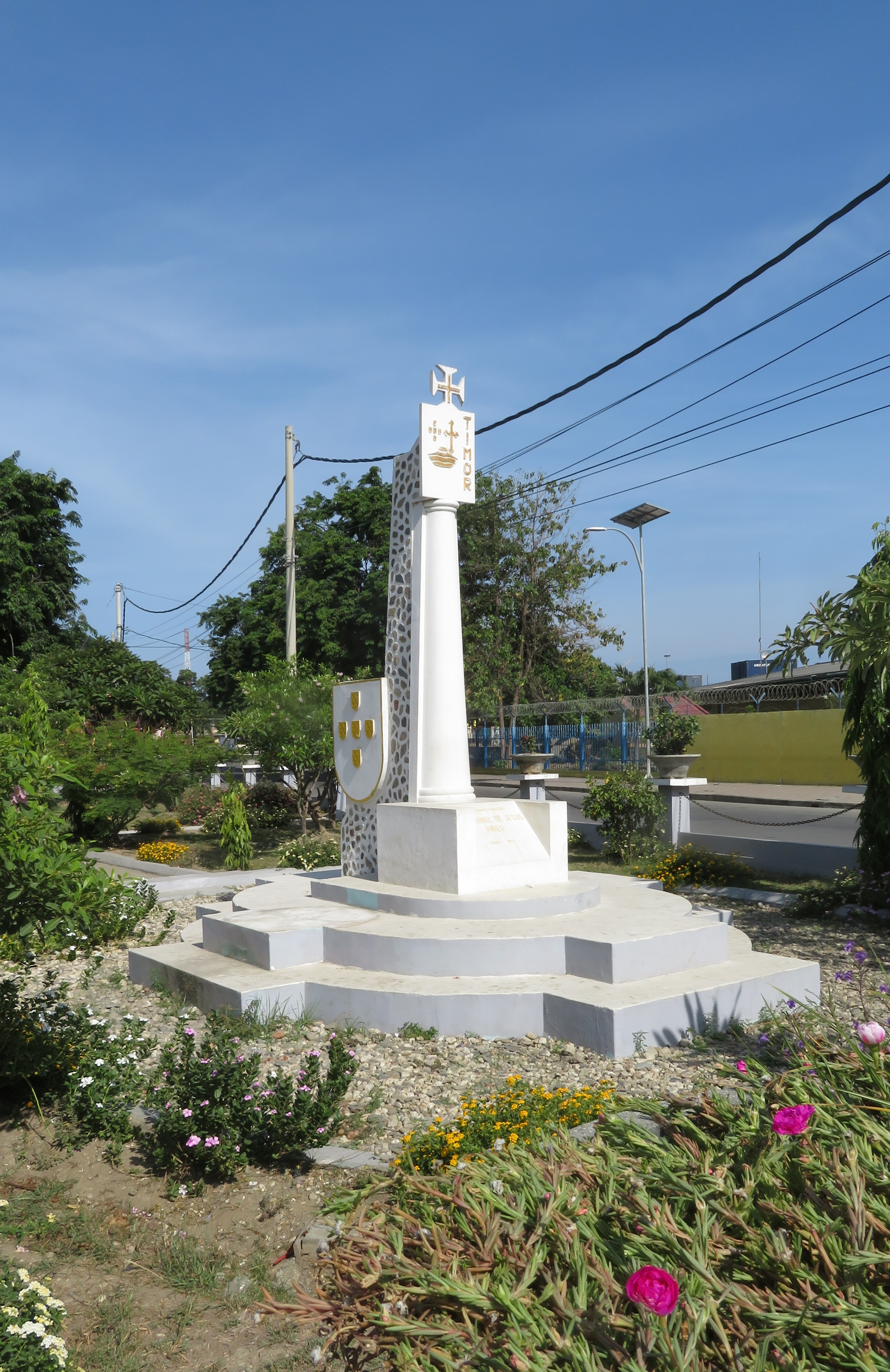
Leutnant-Manuel-Jesus-Pires-Denkmal (2016)

Östlich des Stadtparks Jardim 5 de Maio, wo sich die Avenida Marginal in die Avenida de Motael und die Avenida Nicolau Lobato aufspaltet, befindet sich seit 1972 das Denkmal für Leutnant Manuel Jesus Pires. Pires war Administrator des Kreises Baucau, als die Japaner 1942 in Portugiesisch-Timor einmarschierten. Pires floh nach Australien und kehrte mit alliierten Soldaten zurück, um im Guerillakrieg gegen die Invasoren zu kämpfen. Pires starb 1944. Das Denkmal besteht aus einer weißen Säule mit dem Kreuz des Christusordens an der Spitze. Darunter befindet sich das Wappen Portugiesisch-Timor und seitlich aus Stein ein Wappenschild mit den fünf Quinas aus dem Wappen Portugals.
8° 33′ 14,2″ S, 125° 34′ 27″ O

### Fonte dos Namorados

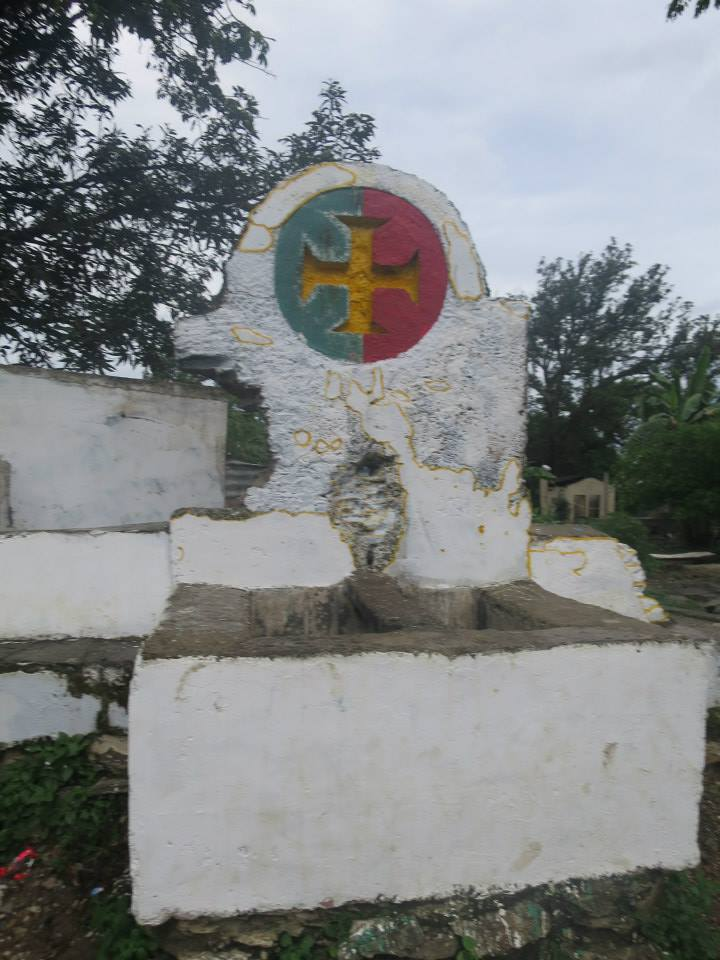
Fonte dos Namorados (2015)

Die „Quelle der Liebenden“ befindet sich in der Rua Fonte dos Namorados, nordwestlich des Marktes von Taibesi. Ein dem Christusorden nachempfundenen gelben Kreuz auf den portugiesischen Farben Grün und Rot und eine Karte mit den Umrissen Osttimors, Nordaustraliens und einiger Nachbarinseln ziert den Betonpfeiler, der Beschädigungen aufweist, die von Beschuss zu stammen scheinen. Der Brunnen ist einer mehrerer Brunnen, die die Gemeindeverwaltung Dilis Ende der 1950er/Anfang der 1960er-Jahre errichten ließ.
8° 33′ 54,2″ S, 125° 35′ 29,3″ O

## Denkmäler aus der indonesischen Besatzungszeit

### Jesusstatue

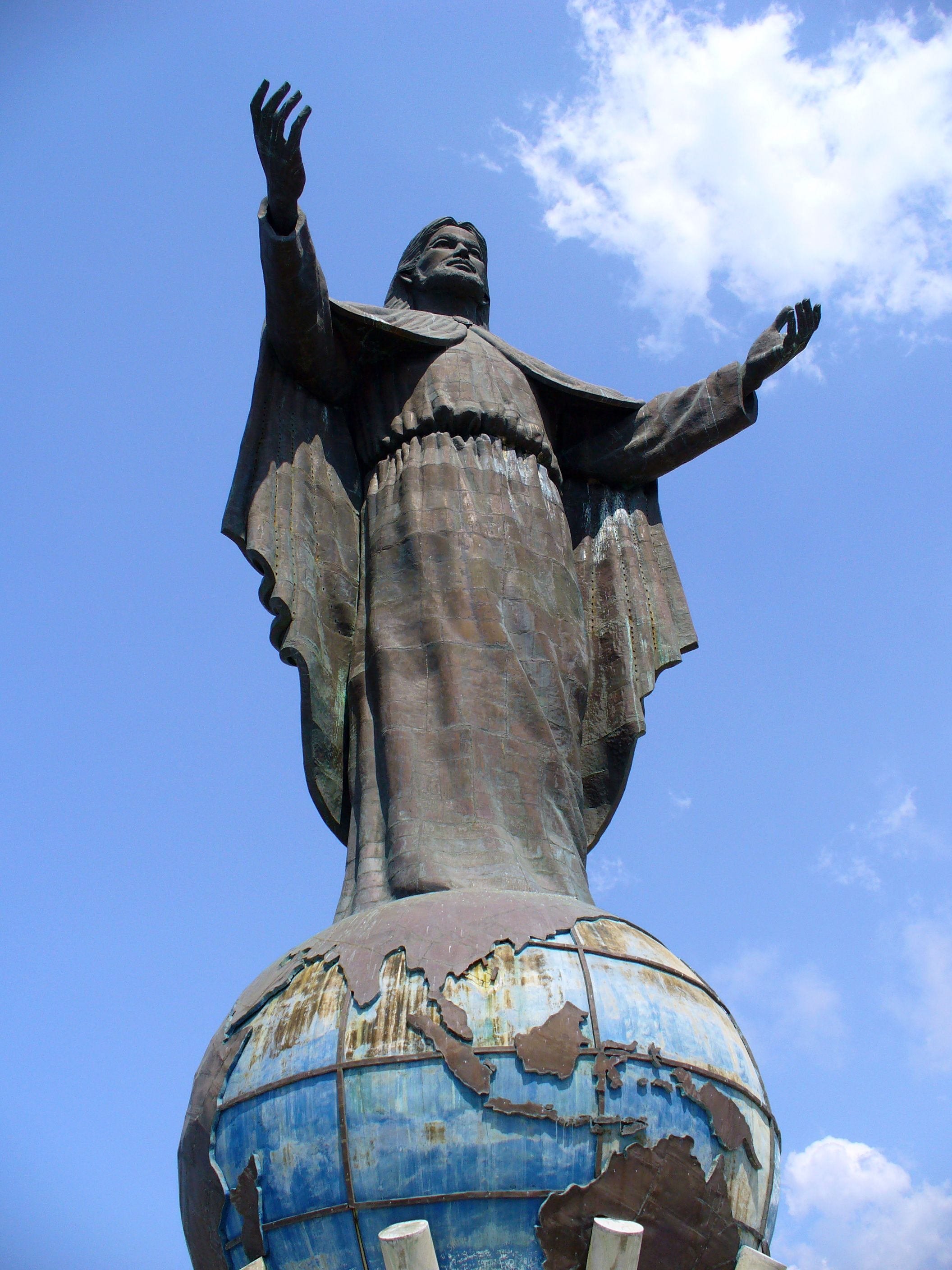
Cristo Rei

Die große Jesusstatue (Cristo Rei, Chritu Rei) überblickt Dili vom östlichen Ende der Bucht, oberhalb des Strands Areia Branca. Sie hat auf den ersten Blick eine große Ähnlichkeit mit jenen in Lissabon und Rio de Janeiro, wurde aber nicht von den Portugiesen errichtet, sondern 1988 von den indonesischen Besatzern, die sich so beim Volk beliebt machen wollten. Ihre Höhe von 27 Metern spielt darauf an, dass Osttimor als 27. Provinz in Indonesien eingegliedert wurde. Auffällig sind die übergroßen Füße und die Bewohner Dilis sehen in den ausgebreiteten Armen der Statue weniger eine beschützende Geste, als einen Ausdruck von Resignation, weswegen die Statue im Volksmund Jesus – „Was kann ich tun?“ genannt wird. Da die Jesusstatue nach Westen ausgerichtet ist, gibt es die Interpretation, dass sie nicht über Dili, sondern über die indonesische Hauptstadt Jakarta die Arme ausbreitet.
8° 31′ 14,9″ S, 125° 36′ 30″ O

### Integrationsdenkmal

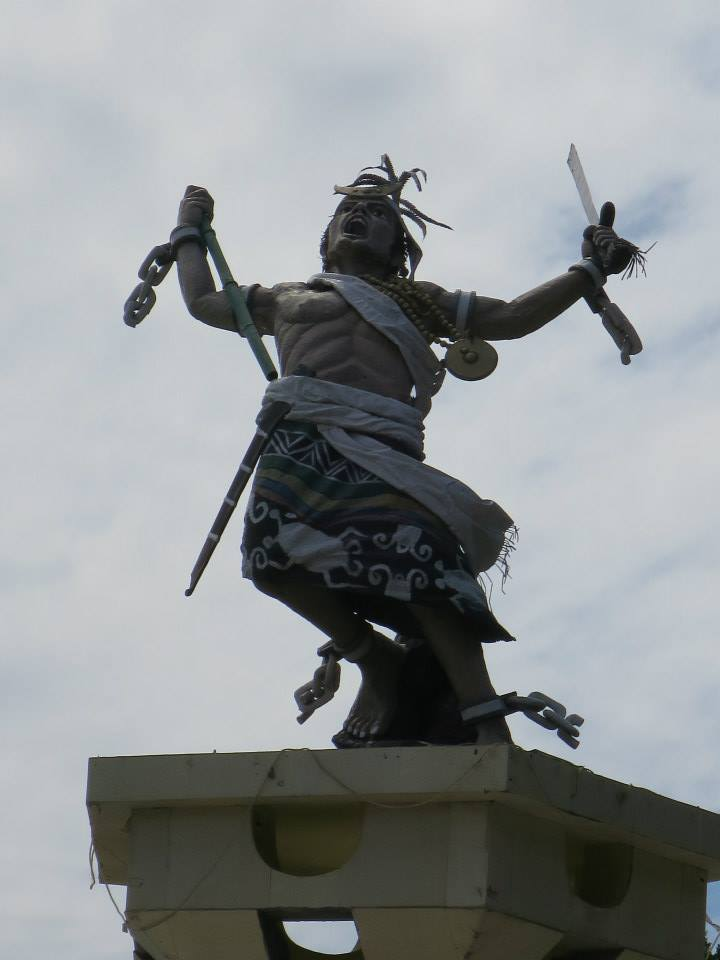
Integrationsdenkmal

Im Jardim 5 de Maio befindet sich noch aus indonesischer Zeit das Integrationsdenkmal, das einen timoresischen Krieger zeigt, der die Ketten des portugiesischen Kolonialismus zerreißt. Indonesien stellte es auf zum Gedenken der Annexion Osttimors als 27. Provinz, die auch als Befreiung aus der portugiesischen Vorherrschaft dargestellt wurde. Angeblich soll das Denkmal Dom Boaventura zeigen, der mit der Rebellion von Manufahi den größten Aufstand aller Zeiten gegen die portugiesischen Kolonialherren anführte und scheiterte.
8° 33′ 13,3″ S, 125° 34′ 20,9″ O

### Denkmal im Jardim Infantil

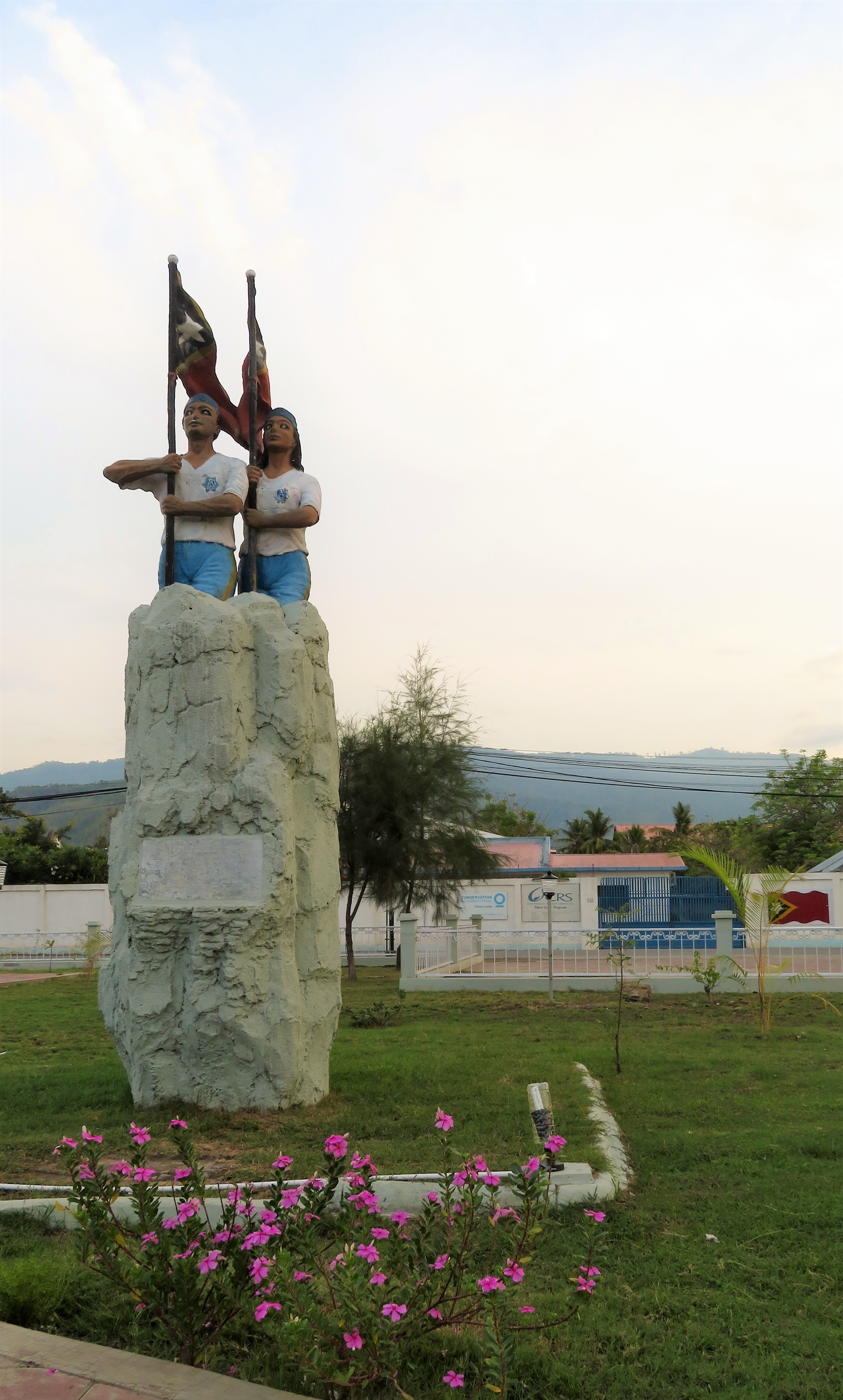
Park an der Avenida Nicolau Lobato

Im Jardim Infantil, im Ortsteil Bebora, befindet sich ein Denkmal, das einen Mann und eine Frau zeigt, die jeweils eine Flagge tragen. Ursprünglich zeigte die Bemalung der Figuren zwei Mitglieder der indonesischen Pfadfinder (Gerakan Pramuka Indonesia), die indonesische Flaggen hielten. 2016 wurde der Park neugestaltet. Das Denkmal wurde neu bemalt, die Statuen führen nun Nationalflaggen Osttimors.
8° 33′ 15,7″ S, 125° 33′ 57,4″ O

### Indonesisches Denkmal am Jardim Rosa Muki

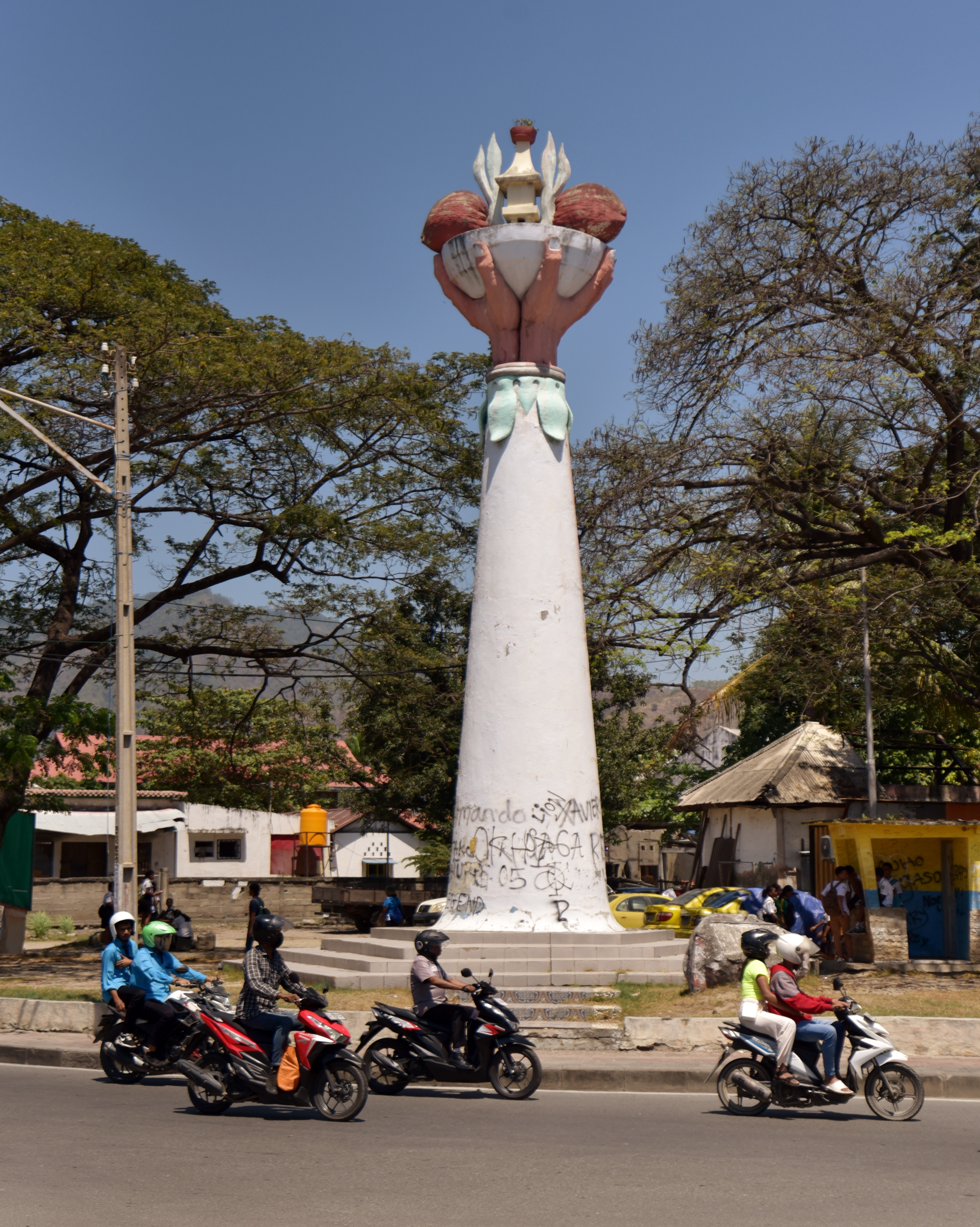
Am Jardim Rosa Muki Bonaparte

Wo die Rua da Catedral auf die Avenida Nicolau Lobato trifft liegt in der Mitte des Kreisverkehrs der Jardim Rosa Muki Bonaparte, der nach Rosa Bonaparte benannt ist. In seinem Zentrum steht eine Normaluhr. Südwestlich der Verkehrsinsel befindet sich zwischen Rua da Catedral und Rua Dom Boaventura ein Denkmal aus indonesischer Zeit. An der Spitze der Säule halten zwei Hände eine Schale empor, auf der ein Uma Lulik zwischen zwei Kugeln steht.
8° 33′ 16,1″ S, 125° 34′ 7,9″ O

### Das „verschollene“ Denkmal von Boaventura
In Kampung Alor befindet sich etwas versteckt eine Bronzestatue eines Mannes in malaiischer Kleidung der mit der linken Hand in die Ferne deutet. Wahrscheinlich soll sie Dom Boaventura von Manufahi darstellen, auch wenn die Statue keine Ähnlichkeit mit dem alten Herrscher hat. 1999 soll Domingos Maria das Dores Soares, der Regierungspräsident von Dili am Ende der indonesischen Besatzungszeit, in Auftrag gegeben haben. Ein indonesischer Bildhauer  schuf das Werk, das eigentlich auf den Kreisverkehr am Flughafen stehen sollte. Doch das Ende der Fremdherrschaft und die Wirren der Operation Donner kamen zuvor. Später brachte eine Gruppe von jungen Leuten die Statue von einem Grundstück in der Nähe auf ihren jetzigen Platz.
8° 33′ 4,9″ S, 125° 33′ 33,2″ O

## Denkmäler seit der Unabhängigkeit Osttimors

### Monument der Regionen Timors

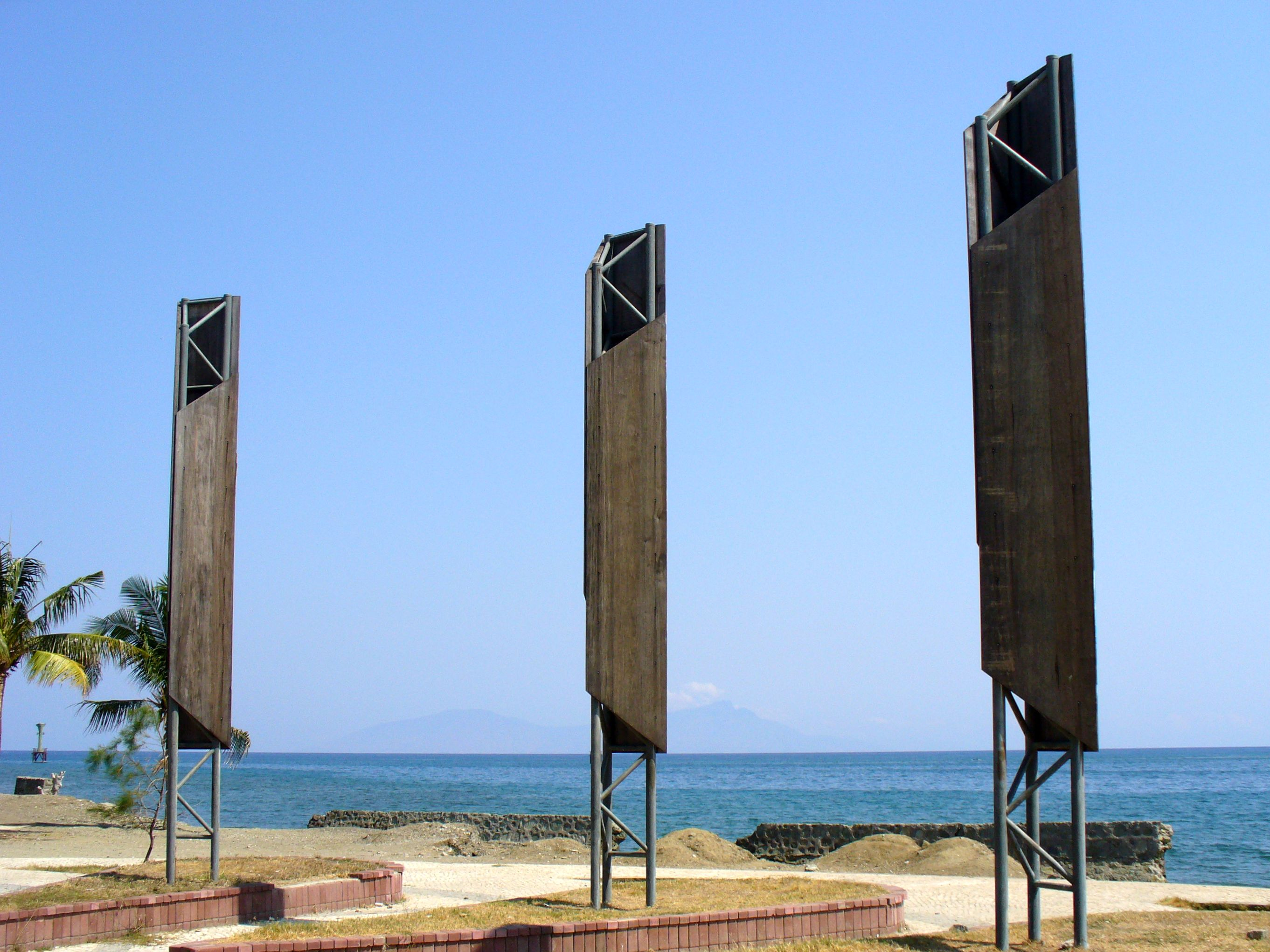
Monument der Regionen Timors

13 Holz-Stahlrohr-Konstruktionen in Kreis angeordnet symbolisierten die 13 Gemeinden Osttimors. Das Monument wurde 2011 durch das Denkmal für das Santa-Cruz-Massaker ersetzt. Das Denkmal wurde auch als Unabhängigkeitsdenkmal bezeichnet. Der Boden des kreisrunden Fundaments wurde im Stil portugiesischer Bürgersteige mit einem schwarz-weißen Muster gepflastert. Die Steine für das Pflaster kamen aus Portugal und lagen erstmal ein Jahr im Hafen von Dili, weil es an kundigen Handwerkern fehlte. Diese kamen schließlich aus Portugal. Übriggebliebene Steine wurden von ihnen auf dem Friedhof von Santa Cruz verlegt.
8° 33′ 3,3″ S, 125° 34′ 17″ O

### Denkmal von Caicoli

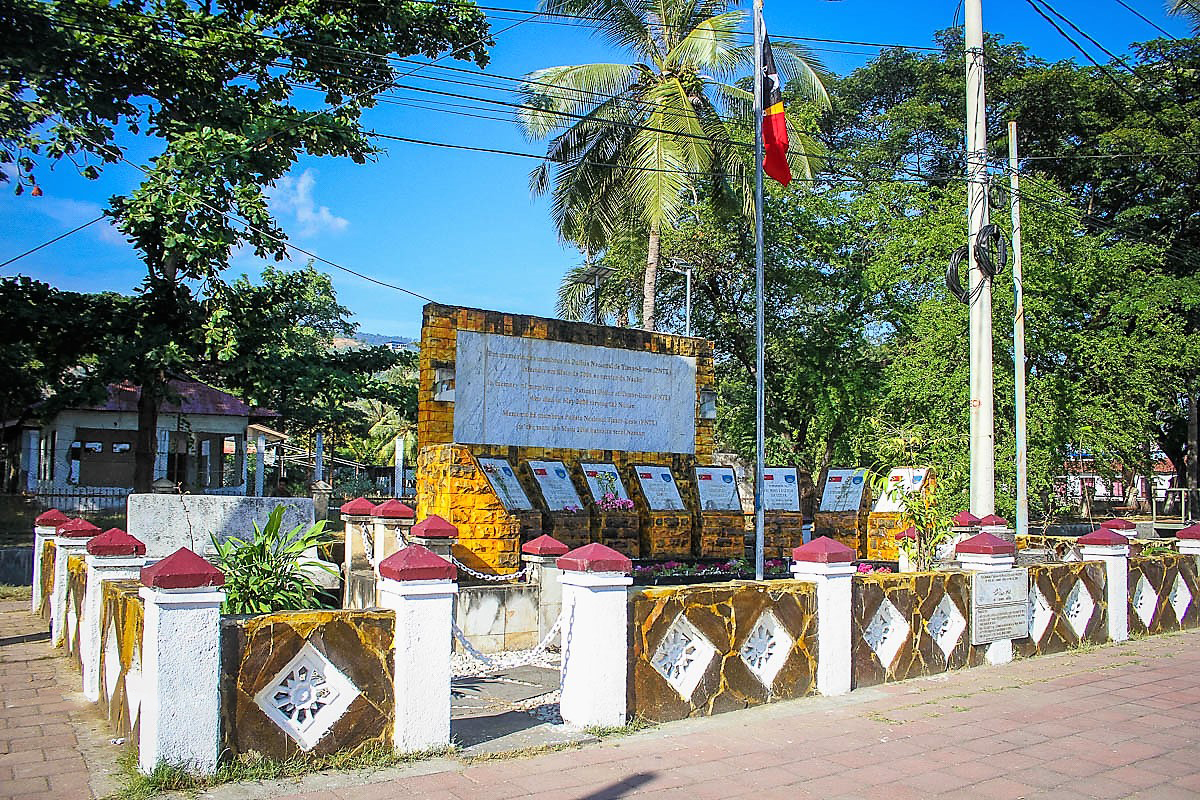
Denkmal von Caicoli (2023)

Das Denkmal von Caicoli erinnert seit 2007 an die Polizisten, die während der Unruhen in Osttimor 2006 ums Leben kamen. Sie starben am 25. Mai 2006 im Gefecht mit meuternden Soldaten. Das Denkmal steht gegenüber dem Justizministerium an der Avenida 20 de Maio, nah der Kreuzung zur Rua de Moçambique.

Details des Denkmals (2018)
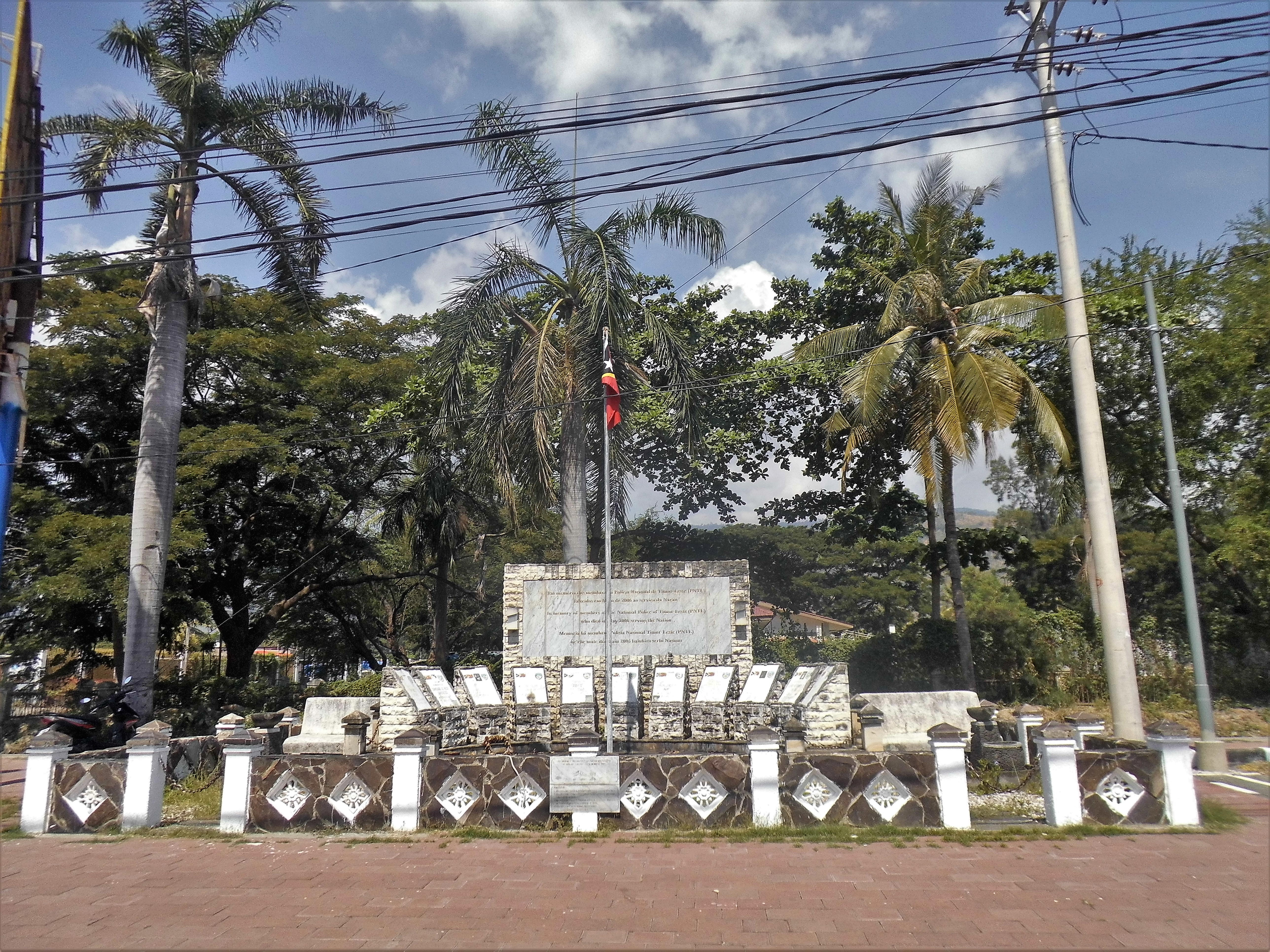
Gesamtansicht
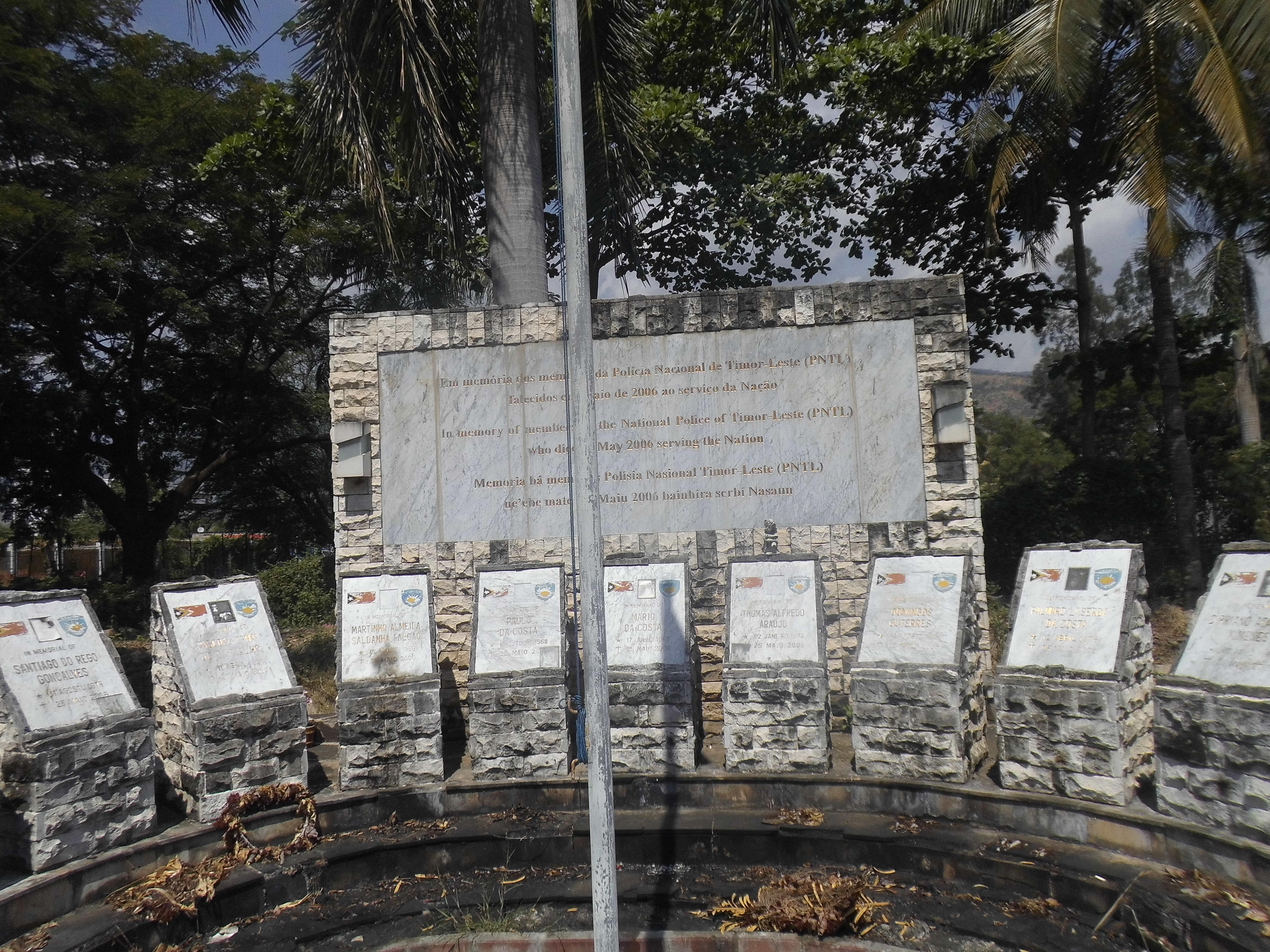
Haupttafel
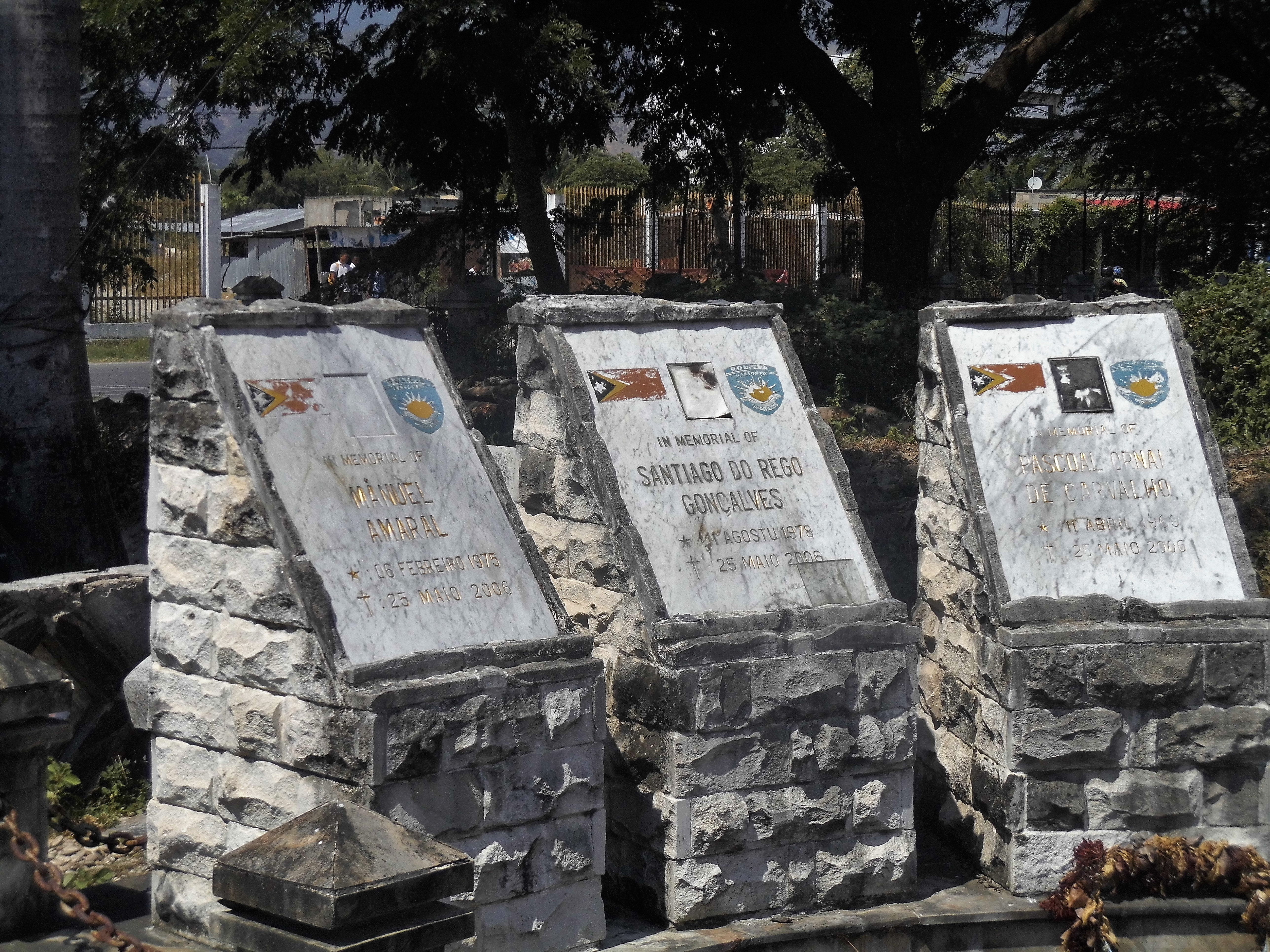
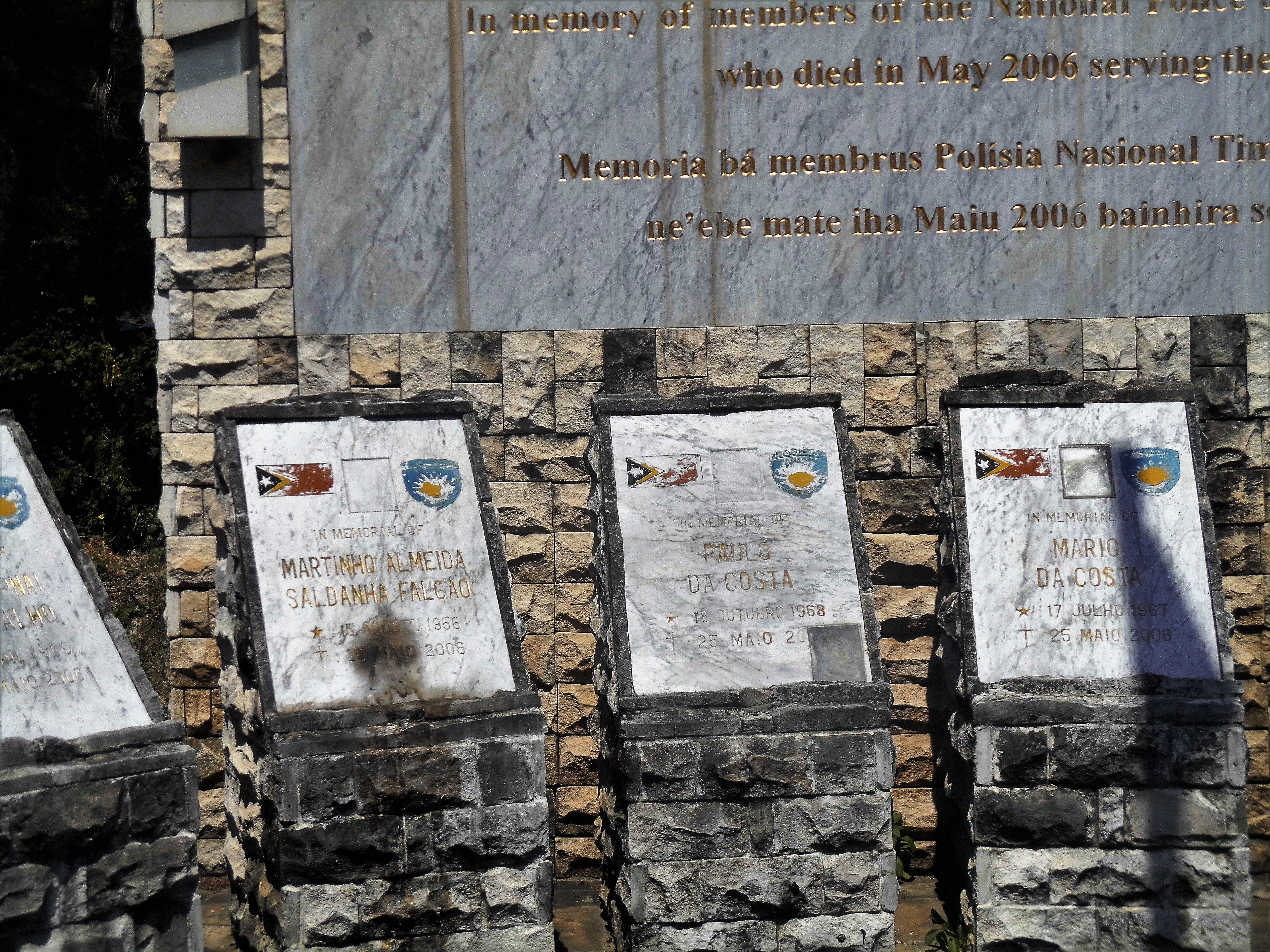
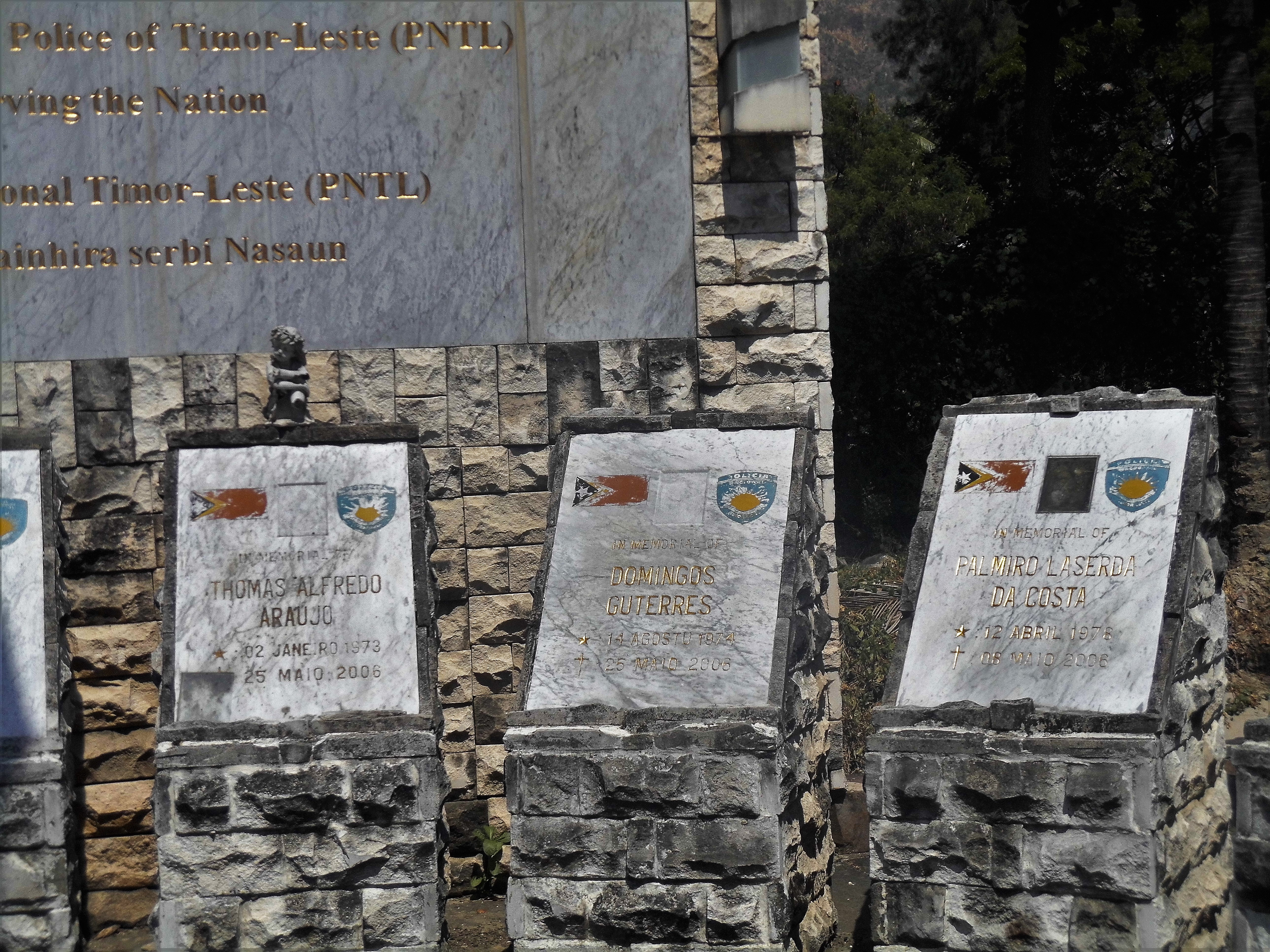
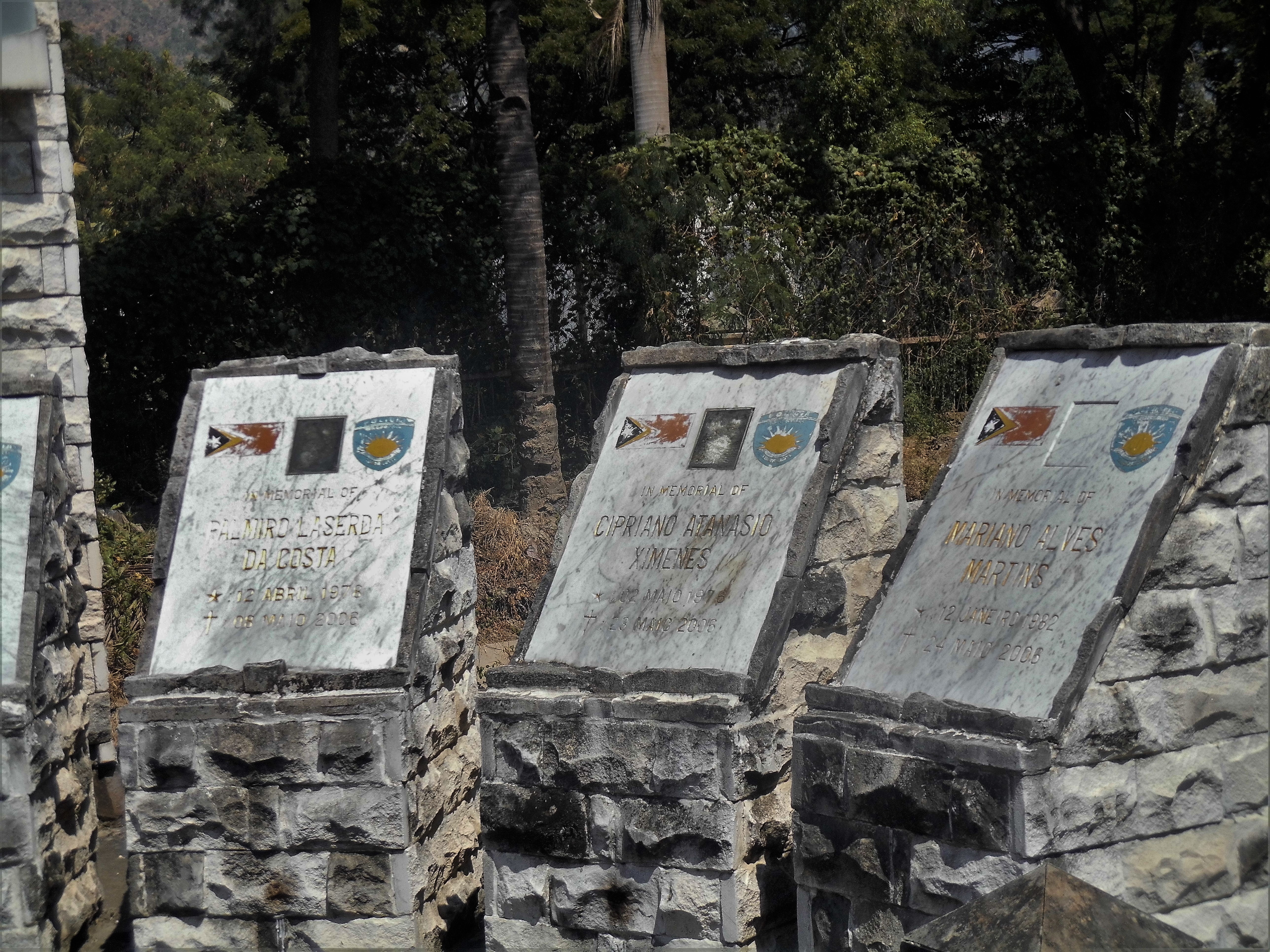

8° 33′ 25,5″ S, 125° 34′ 32,7″ O

### Denkmal für Papst Johannes Paul II.

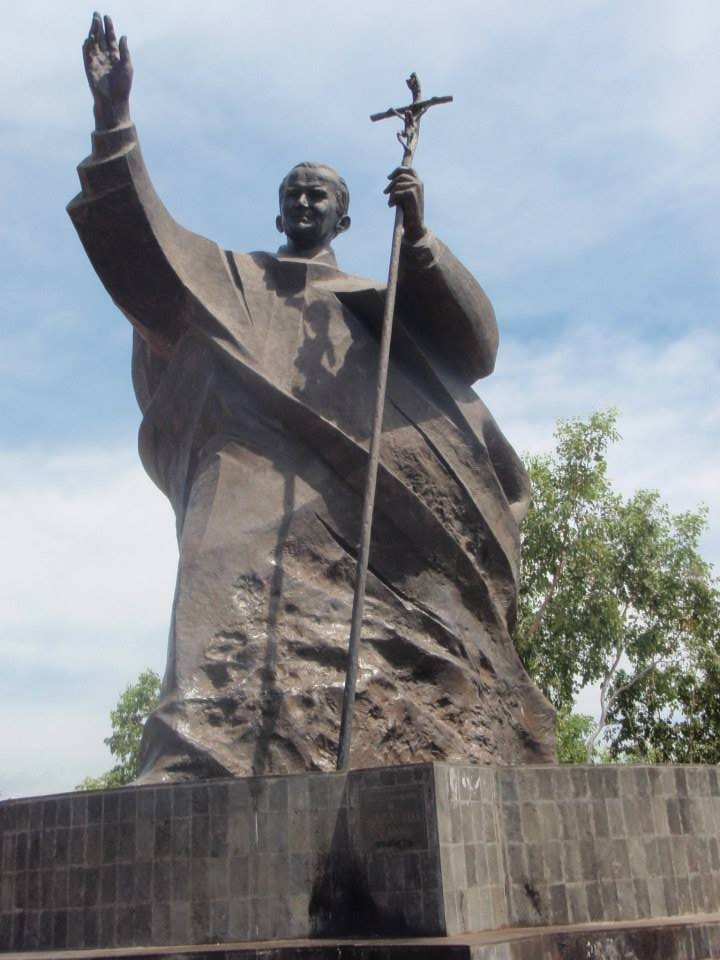
Denkmal für Johannes Paul II.

2008 wurde eine sechs Meter hohe Monumentalstatue von Papst Johannes Paul II. eingeweiht. Sie steht auf einen Hügel an der Westseite der Bucht von Dili in Tasitolu und bildet so ein Gegenstück zur Jesusstatue auf der Ostseite. Neben der Papststatue befindet sich eine Kapelle, die ebenfalls an ihn erinnert. Johannes Paul II. besuchte Osttimor am 12. Oktober 1989 und brachte damit den Konflikt im besetzten Land wieder ins Bewusstsein der Weltöffentlichkeit. Die Idee zur Statue entstand nach dem Tod Johannes Pauls im April 2005. Der ehemalige Premierminister und Muslim Marí Alkatiri übernahm 2007 die Schirmherrschaft für den Bau des Denkmals, der durch indonesische Bildhauer durchgeführt wurde.
8° 33′ 25,6″ S, 125° 29′ 49,4″ O

### Mahnmal an den Anschlag auf Präsident Ramos-Horta

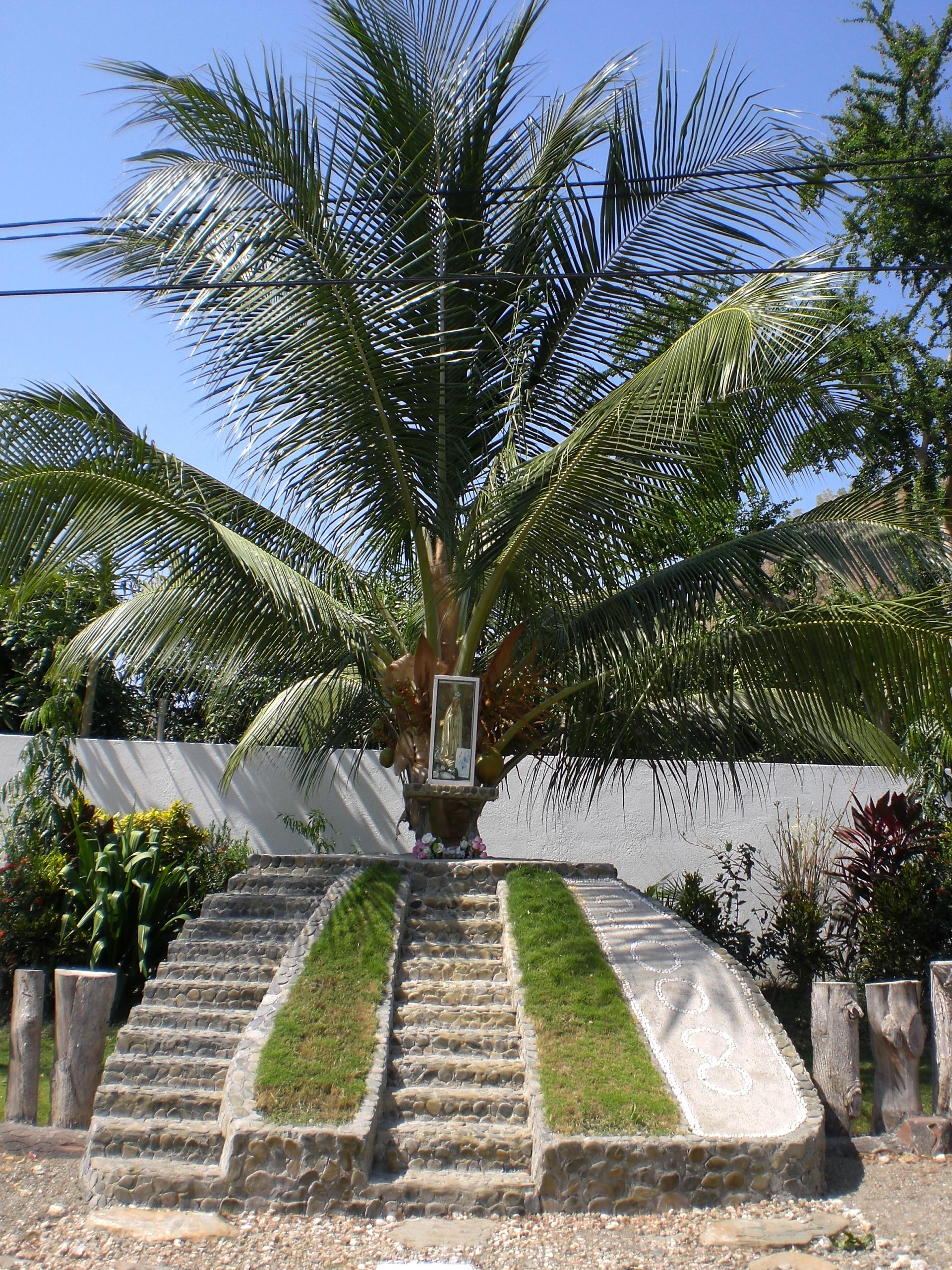
Mahnmal zum Anschlag auf Präsident Ramos-Horta

Das Mahnmal mit einem kleinen Marienaltar erinnert an das Attentat vom 11. Februar 2008, bei dem Staatspräsident José Ramos-Horta schwer verletzt wurde. Es liegt vor dem Wohnhaus des ehemaligen Präsidenten und Friedensnobelpreisträgers in Meti Aut.

### Denkmal für das Santa-Cruz-Massaker

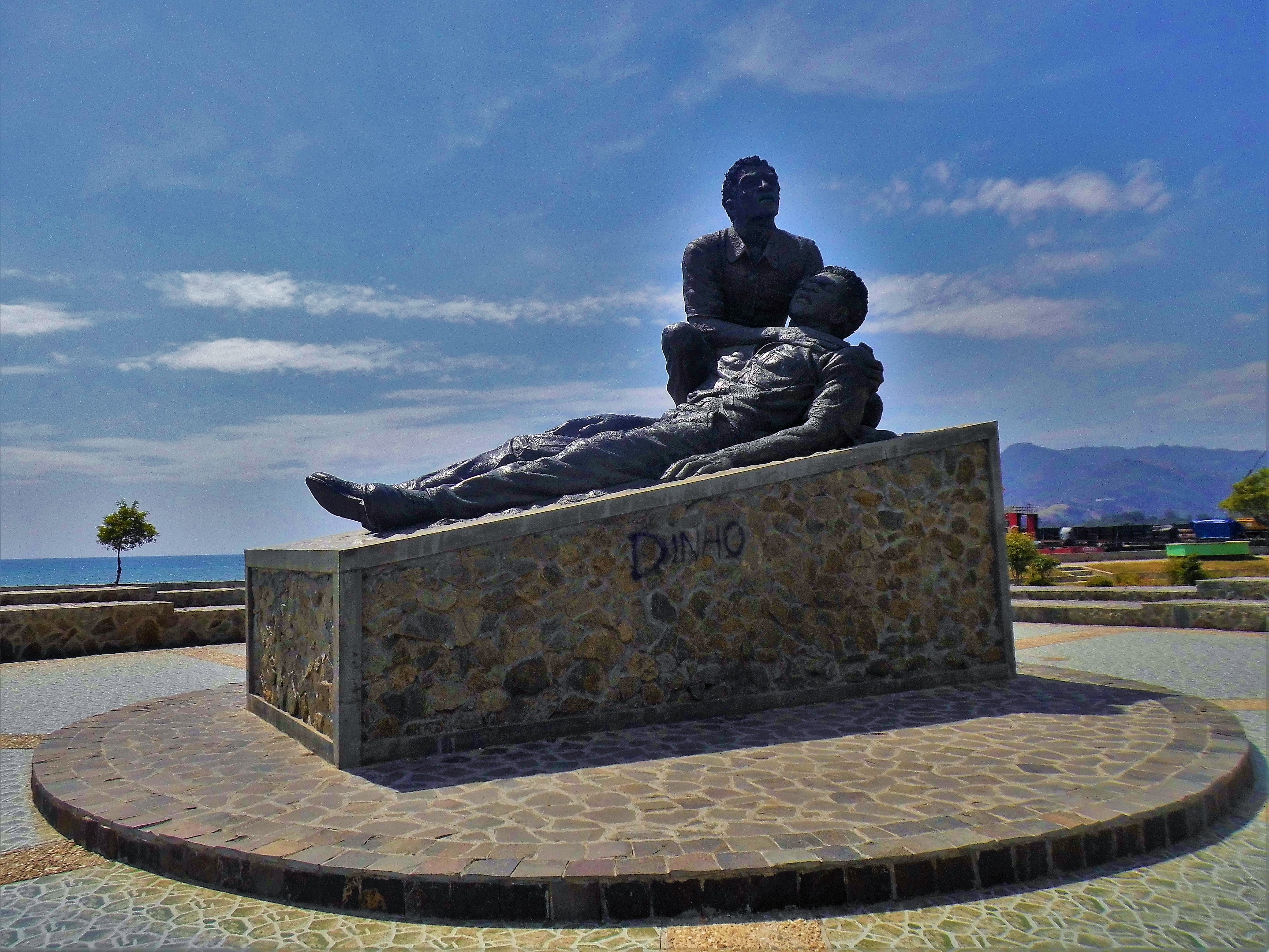
Denkmal für das Santa-Cruz-Massaker

An das Santa-Cruz-Massaker der indonesischen Besatzungsmacht vom 12. November 1991 erinnert seit 2011 im Jardim Motael ein Denkmal vor der Kirche von Motael, das nach einem Foto von Max Stahl gestaltet wurde. Es zeigt den verwundeten Leví Bucar Côrte-Real, der von einem anderen Mann in den Armen gehalten wird. Côrte-Real überlebte das Massaker.
Das „Monumento ao Massacre de Santa Cruz“ ist auch bekannt als „Statua Juventude“ (Estátua da Juventude) und „Monumento 12 de Novembro“.
8° 33′ 3,3″ S, 125° 34′ 17″ O

### Kreisverkehr Präsident Nicolau Lobato

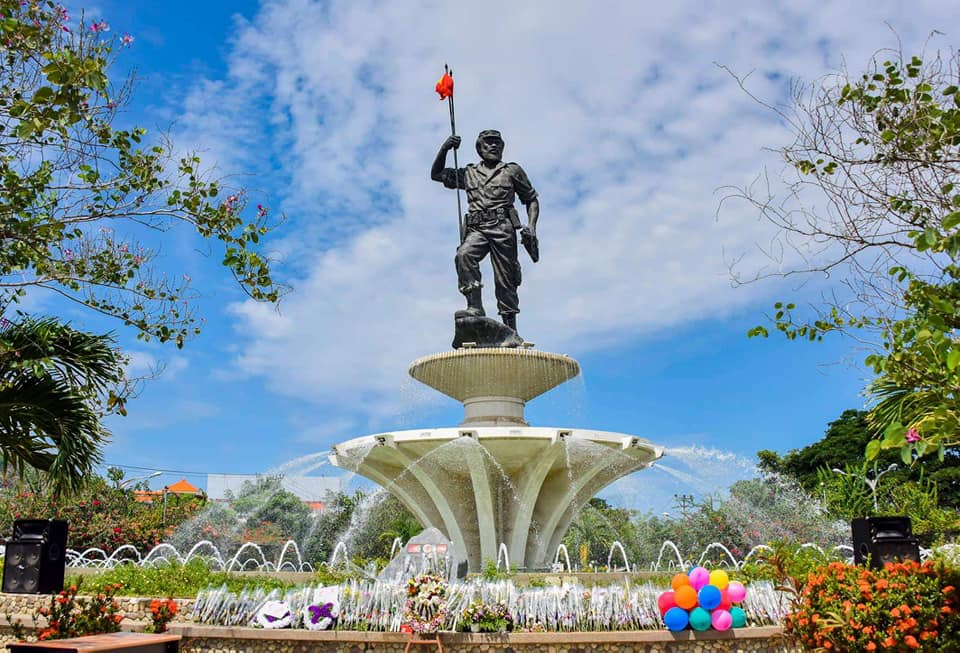
Nicolau Lobato

Inmitten des Kreisverkehrs in Comoro steht die 2014 eingeweihte überlebensgroße Statue von Nicolau Lobato, nach dem auch der Flughafen Dilis benannt ist. Lobato war der erste Premierminister und später Präsident Osttimors. Er starb 1978 im Kampf gegen die indonesischen Invasoren.
8° 33′ 11,7″ S, 125° 31′ 37,1″ O

### Denkmal vom Erzengel Michael

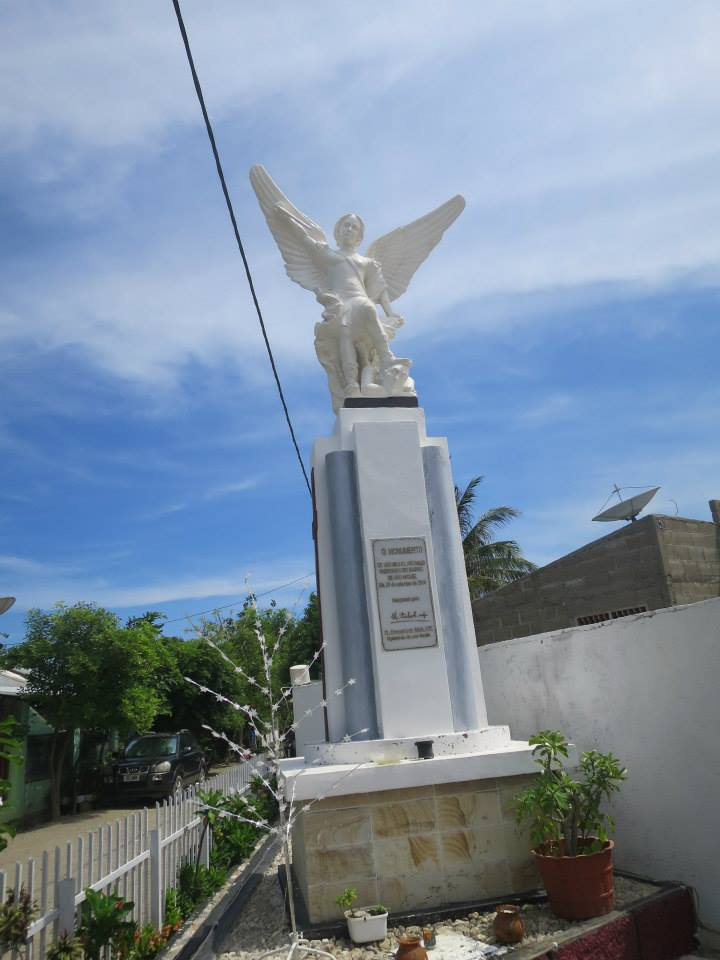
Monumento de São Miguel Arcanjo

In Comoro steht ein Denkmal für den Erzengel Michael, das am 29. September 2014 eingeweiht wurde. Der heilige Michael ist der Schutzpatron des Stadtviertels, dem Bairro de São Miguel. Eingeweiht wurde es von Pater Emanuel Lelo Talok, dem Pfarrer von São José de Aimutin.

### Krokodilskulpturen in Areia Branca

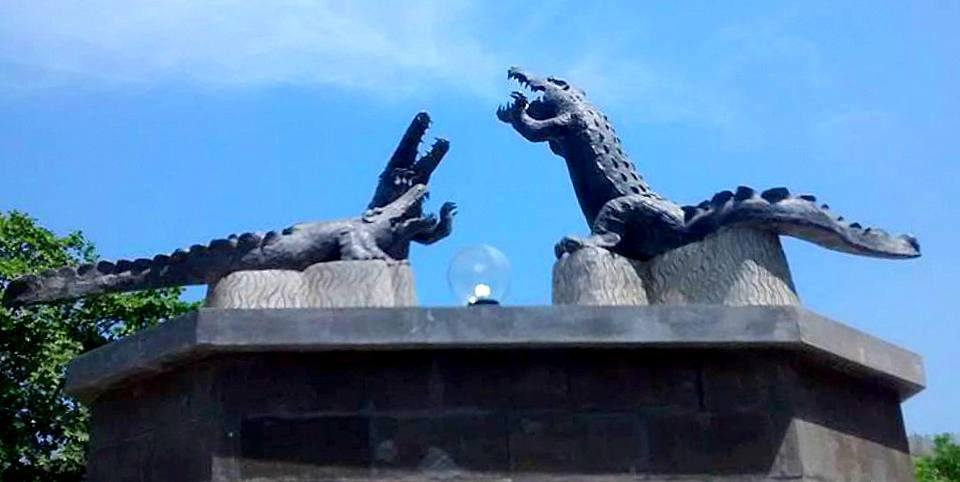
Krokodile von Areia Branca

Am Areia Branca, einen Badestrand im Osten Dilis stehen zwei Krokodilskulpturen. Das gute Krokodil ist das Nationaltier Osttimors.

### Francisco Xavier do Amaral
Auf dem Kreisverkehr beim Mercado Municipal wurde am 20. Mai 2017 ein Denkmal für Osttimors ersten Staatspräsident Francisco Xavier do Amaral (1975–1977) enthüllt, der 2012 verstarb. Während Amaral auf dem überlebensgroßen Denkmal in der linken Hand eine Papierrolle hält, hebt er mahnend den rechten Zeigefinger.

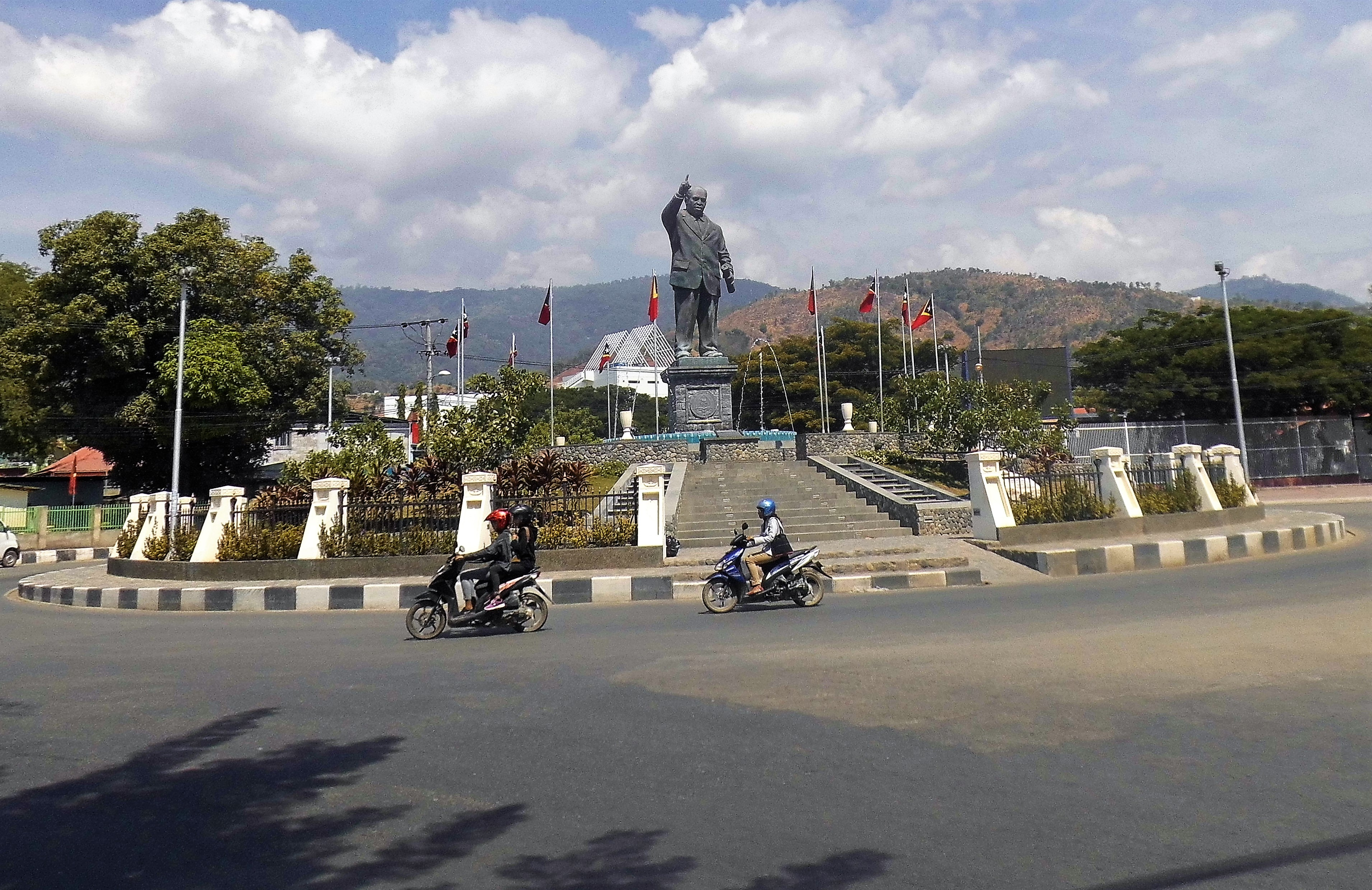
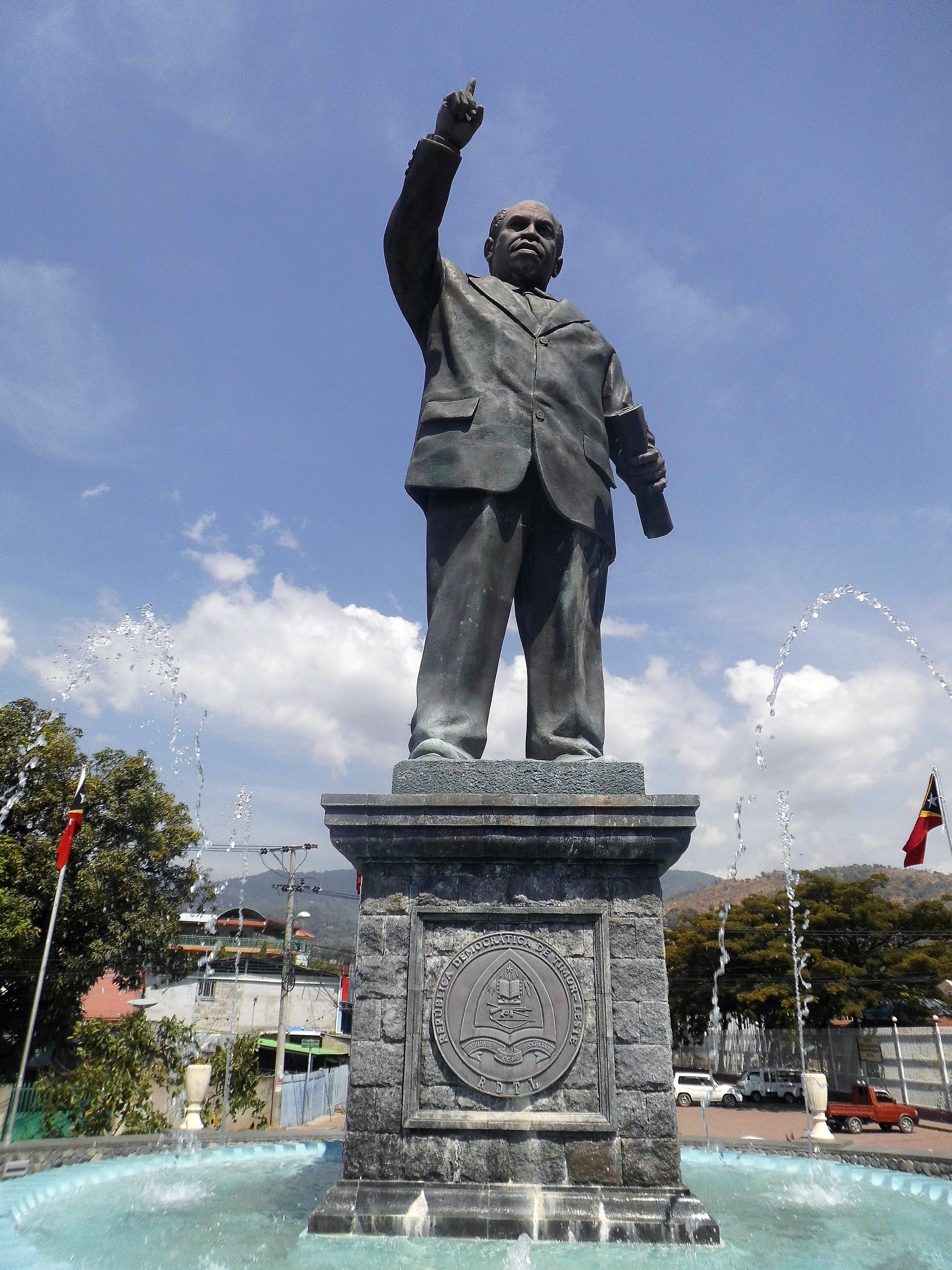
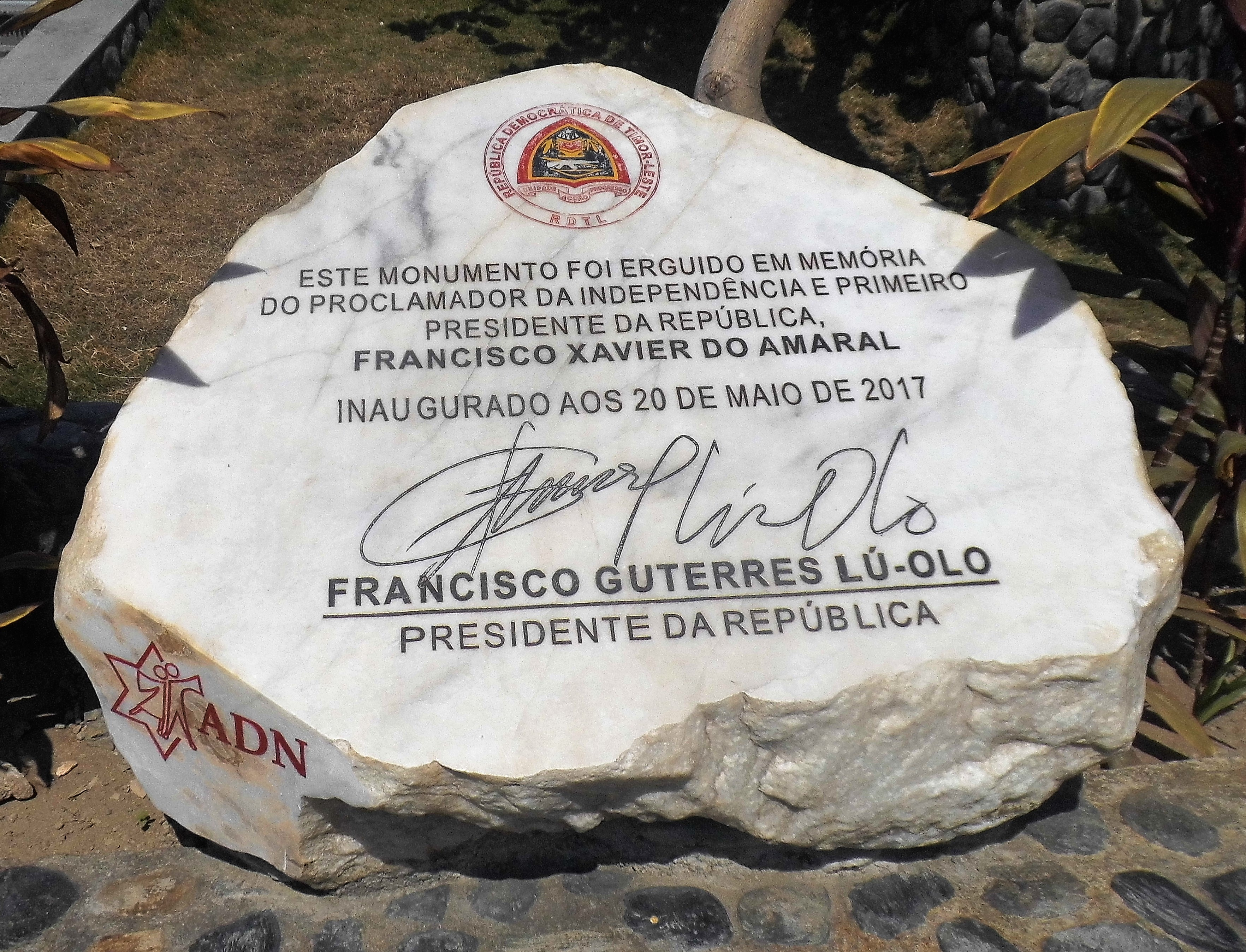

8° 33′ 33,3″ S, 125° 34′ 47,3″ O

### Denkmal 7. Dezember 1975

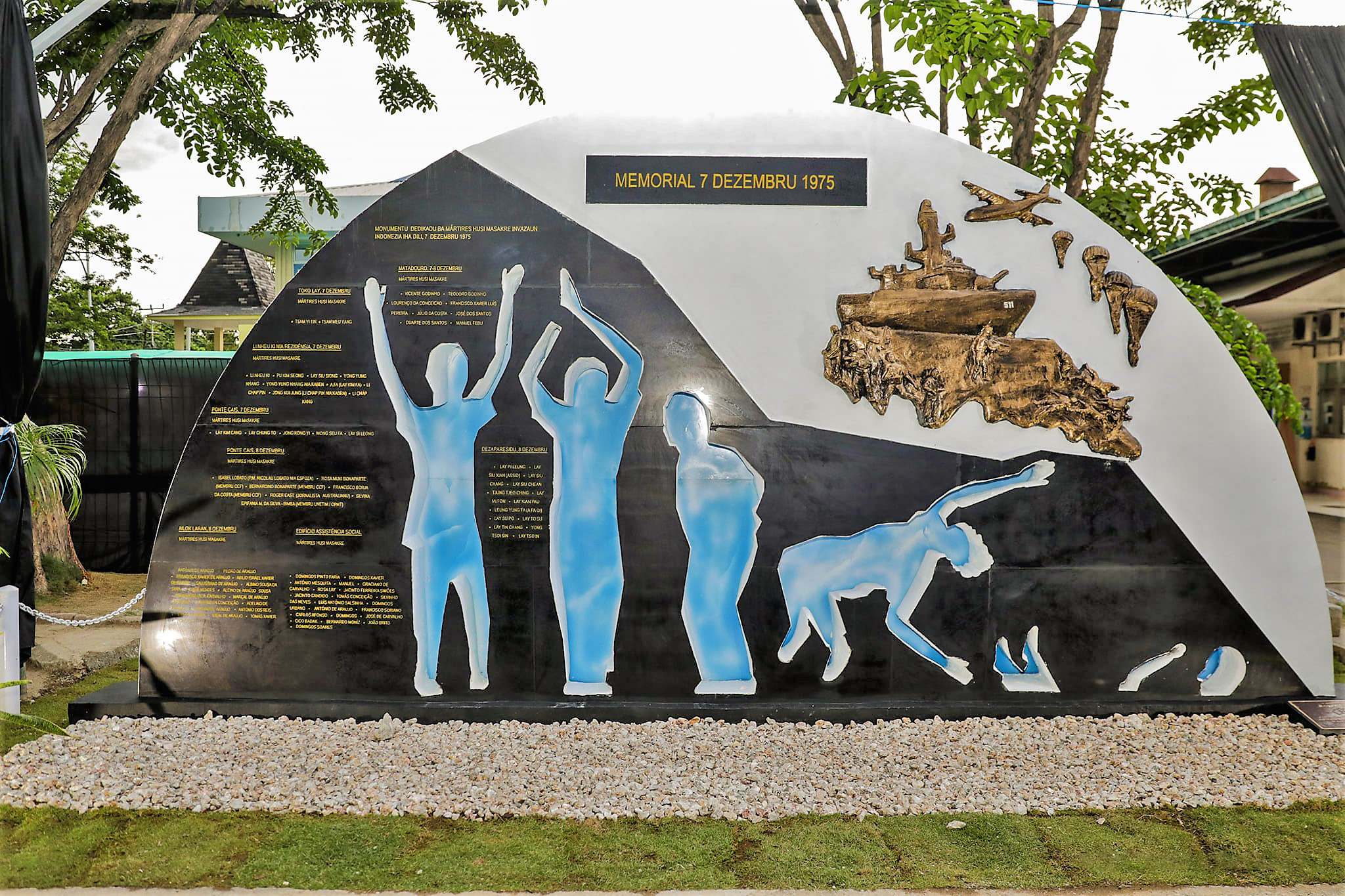
Memorial 7 Dezembru 1975

Das Denkmal 7. Dezember 1975 wurde am 45. Jahrestag der Invasion durch Indonesien in der Nähe des Hafens von Dili enthüllt. Im Hafen wurden zahlreiche Osttimoresen nach der Invasion durch indonesische Soldaten hingerichtet.
8° 33′ 11,6″ S, 125° 34′ 24,8″ O

### Mahnmal für Sander Thoenes
An der Stelle, an der der niederländische Journalist Sander Thoenes am 21. September 1999 von indonesischen Soldaten ermordet wurde, steht in Becora. Ein Gedenkstein. Neben Namen und Lebensdaten steht auf der Tafel geschrieben „Murdered in Search of the Truth. Mate hodi buka lia loos“.

### Denkmal für die erste Regierung von 1975
Beim Palácio de Lahane wurde am 19. Mai 2022 ein Denkmal die erste Regierung Osttimors (tetum Monumentu Memorial I Governu-1975) eingeweiht, die am 1. Dezember 1975 im Palast nach Ausrufung der Unabhängigkeit aufgestellt wurde. Am 7. Dezember begann die Invasion durch Indonesien. Das Denkmal besteht aus drei Säulen. Die Mittlere zeigt das Wappen Osttimors, die Linke eine Büste von Präsident Francisco Xavier do Amaral, darunter den Text der Proklamation der Ausrufung der Republik vom 28. November und die Rechte eine Büste von Premierminister Nicolau dos Reis Lobato, darunter die Liste der Mitglieder der Regierung.

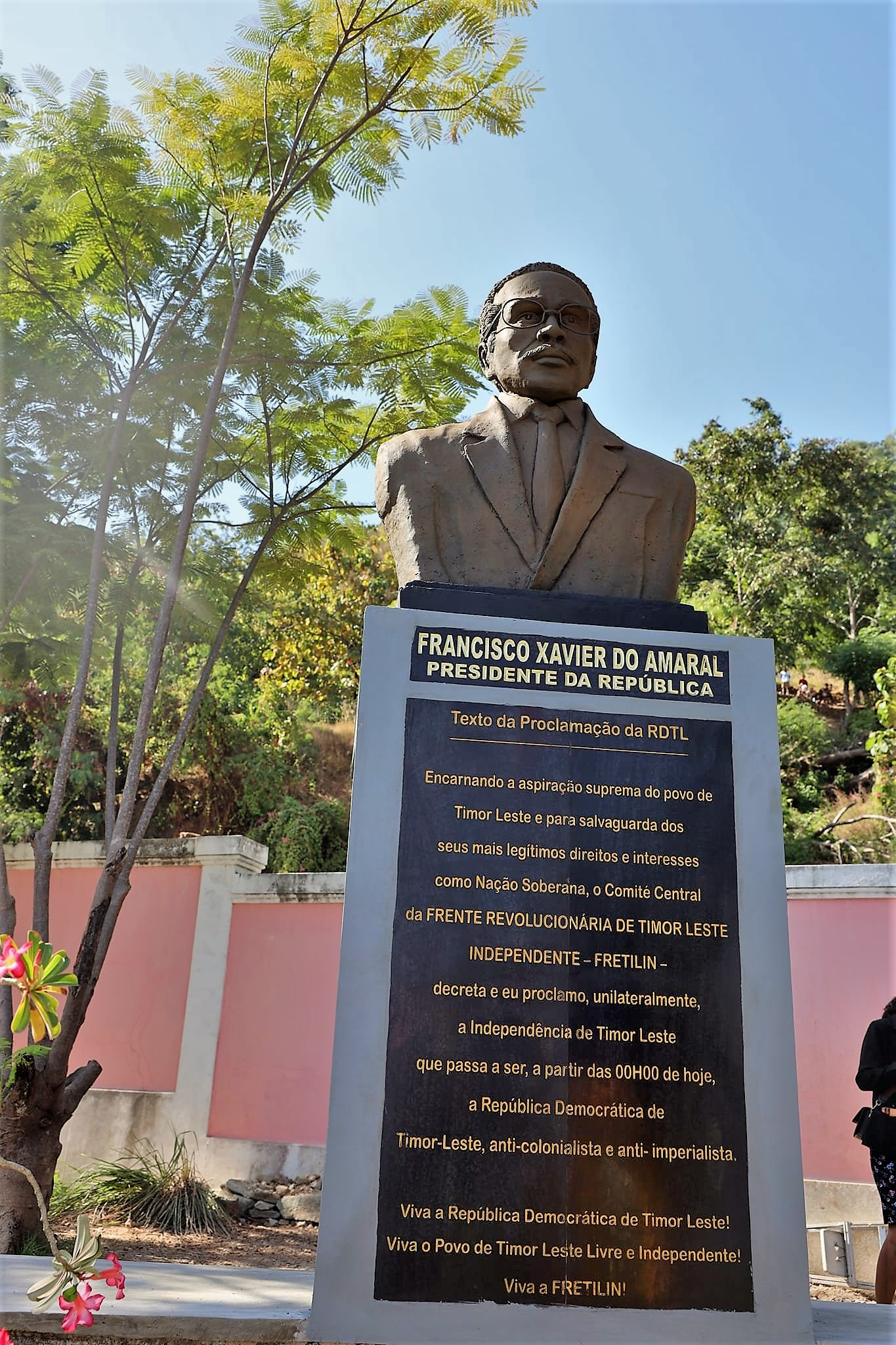
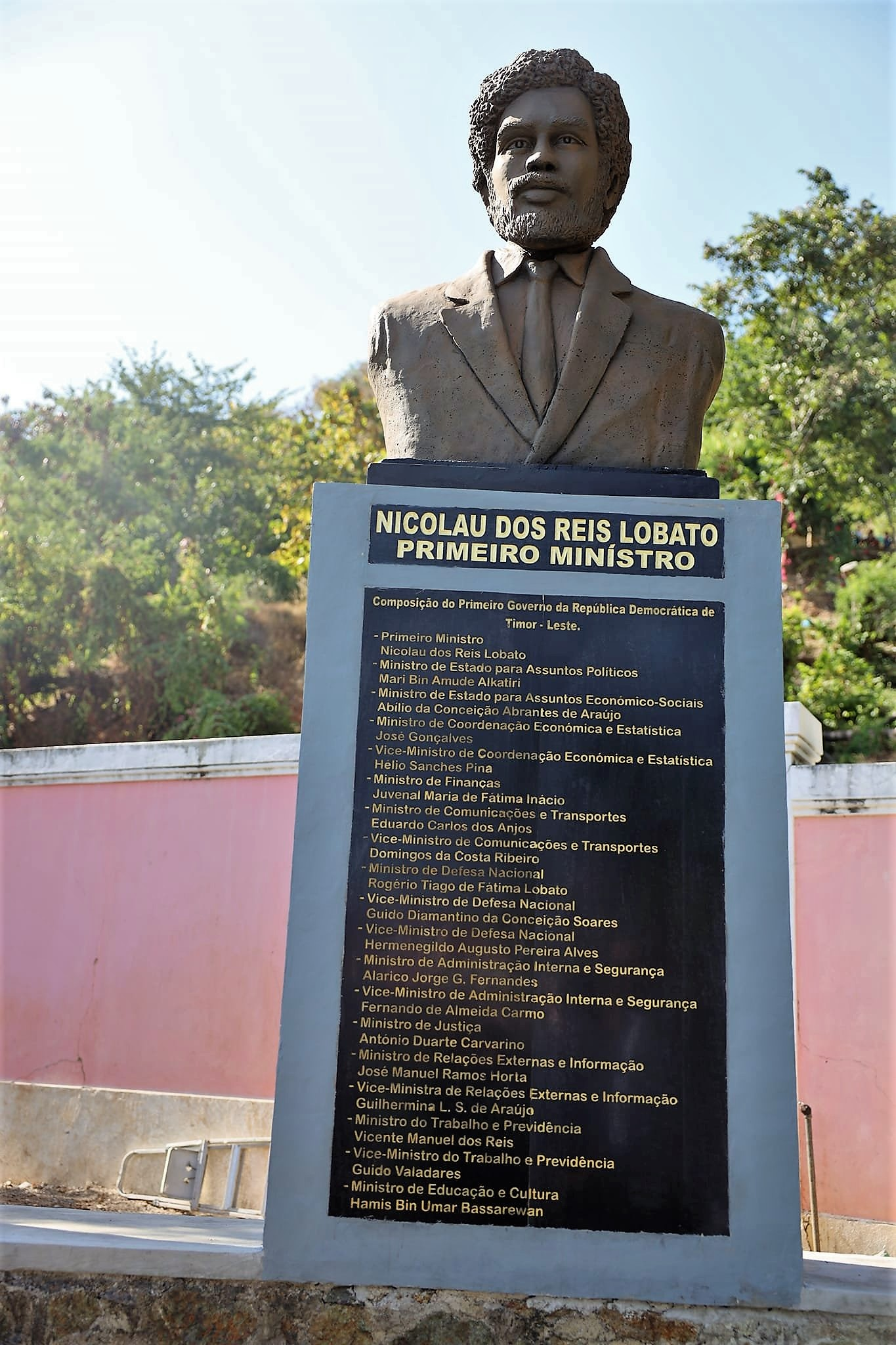
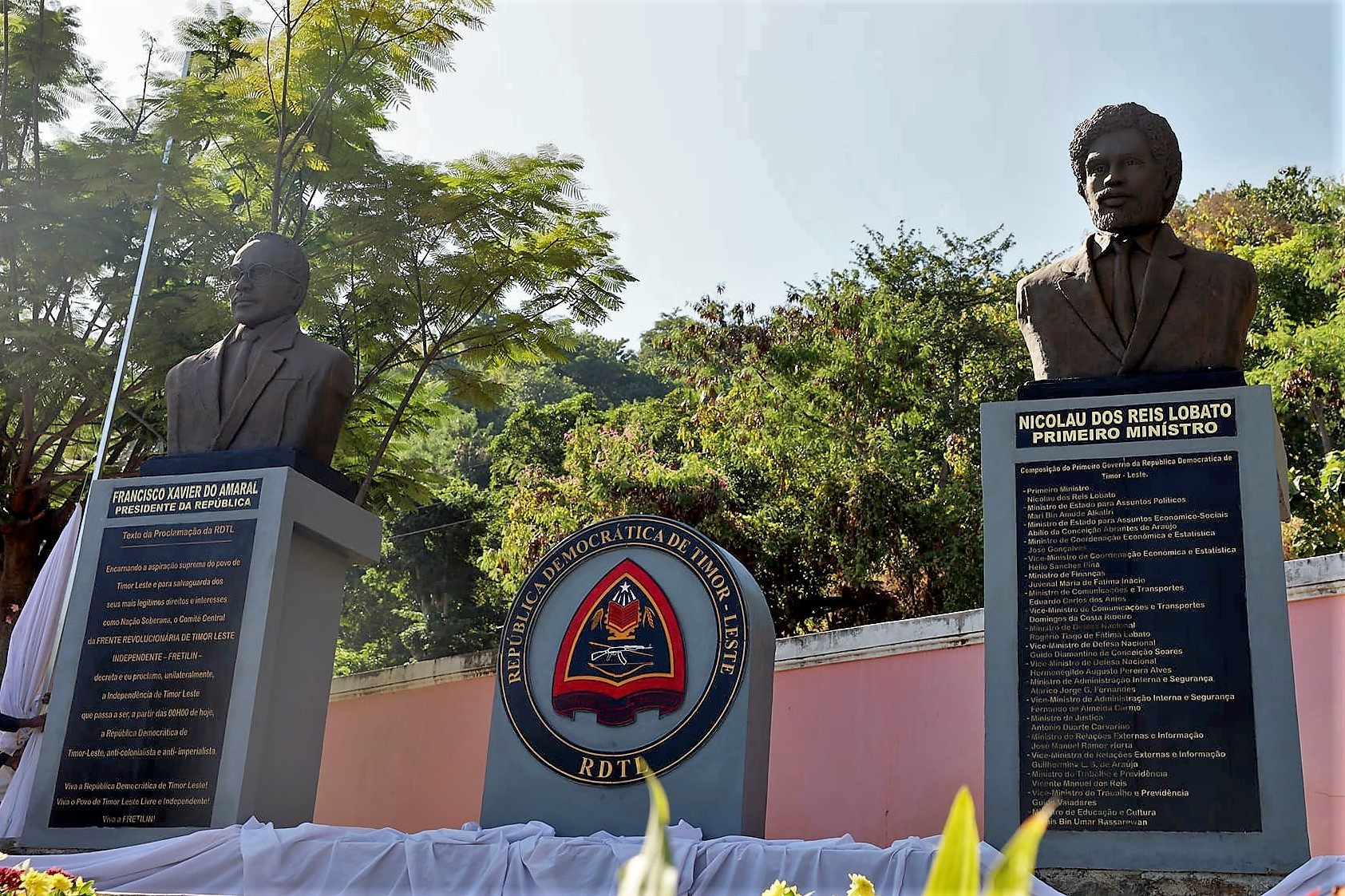

### 0.Km
Ein weißer Block mit einer übergroßen Schrift „0.Km“, der 2024 aufgestellt wurde. Hier befindet sich der Fundamentalpunkt, von wo aus alle Entfernungen nach Dili gemessen werden. Zu finden ist die „Mitte ds Landes“ am Ufer vor dem Regierungspalast.
8° 33′ 11,7″ S, 125° 34′ 42,6″ O